# Le Rêve dans le pavillon rouge
 (février 2013).
红楼梦 / 紅樓夢, Hóng lóu mèng
Le Rêve dans le pavillon rouge (chinois simplifié : 红楼梦 ; chinois traditionnel : 紅樓夢 ; pinyin : Hóng lóu mèng ; Wade : Hung Lou Meng ; EFEO : Hong-leou mong ; litt. « Le Rêve dans le pavillon à étage rouge »), écrit en l'espace de dix ans par Cao Xueqin (曹雪芹, Cáo Xuěqín, Wade : Ts'ao Hsueh-ch'in, Ts'ao Siuekin, 1723-1763, ou bien 1715-1763), est le dernier en date des quatre grands romans de la littérature classique chinoise, considéré par Mao Zedong comme l'une des fiertés de la Chine. Il fut écrit au milieu du XVIIIe siècle durant la dynastie Qing. Il est considéré comme l'un des chefs-d’œuvre de la littérature chinoise, si ce n'est le plus prestigieux, et est généralement considéré comme l'apogée de l'art romanesque chinois (autobiographique, pour une part) ; à ce titre, l'immense œuvre fait partie de la collection UNESCO d'œuvres représentatives. L'exégèse du Rêve dans le pavillon rouge et tout ce qui s'y rapporte représente un pan entier des études littéraires que l'on appelle « rougeologie » (红学 / 紅學, hóng xué, « Études rouges »). La rougeologie attire et fascine des lecteurs et des lettrés du monde entier, bien au-delà de la sphère chinoise, ce qui souligne la dimension universelle de l'ouvrage :

« Si bien qu'ayant maintenant laissé s'écouler la moitié de mon existence sans me rendre maître d'aucune technique, j'ai voulu, de toutes mes fautes, tirer un ouvrage en guise d'avertissement à l'universalité des humains. »

Dans une variante à une phrase du Prologue, qui a été conservée, il dira sobrement mais de façon poignante : « Chaque mot m'a coûté une goutte de sang. »

## Titre de l'œuvre

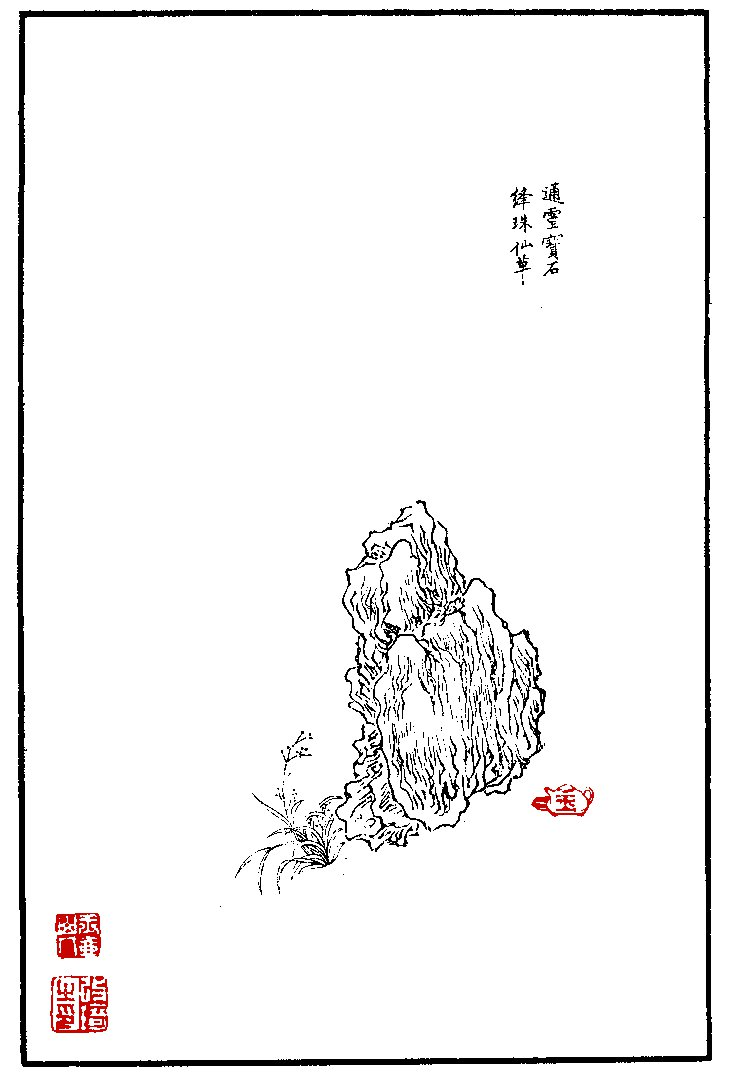
Le Roc magique des Communications transcendantes et la Merveilleuse Plante aux Perles pourpres, premiers avatars du Frérot Jade et de la Sœurette Lin (gravure sur bois, œuvre de Gai Qi, avant 1814).

Le titre de l’œuvre a varié au cours de sa composition. Le Rêve dans le pavillon rouge est d'abord une suite de quatorze airs entendus, en rêve, par Jade Baoyu au récit V, dans une chambre rouge du Domaine illusoire de la Suprême Vanité. Le « pavillon rouge » désigne de plus le gynécée, appartements intimes des femmes de grande maison. En effet, on peignait les riches résidences de rouge, symbolisant le luxe et le bonheur. L'auteur utilise le mot « rêve » dans le titre de l'ouvrage car, comme il le déclare lui-même au début du roman, il a longtemps vécu les illusions d'un songe : « Les termes tels que « rêve », « songe », ou « illusion » qui figurent dans ce récit, sont destinés à attirer l'attention du regard des lecteurs, et à exprimer le véritable sens de la conception de l'ouvrage. »  Ainsi, André d'Hormon proposa la traduction suivante, moins littérale : Le Songe au gynécée.
Le titre originel de l'ouvrage semble avoir été Les Mémoires d'un roc (石头记 / 石頭記, shítóu jì, « mémoire de la pierre », parfois traduit en Histoire de la pierre), pour « souligner la contradiction du détachement bouddhiste de la désillusion et de la transmutation salvatrice qu’opère l’attachement amoureux. » En effet, Cao Xueqin affirme n'avoir que retranscrit l'histoire gravée sur un bloc, trouvé par deux moines dans la montagne.
De nombreux titres ont été attribués à l'ouvrage. Ainsi, une version primitive du roman, préfacée par le frère de l'auteur, était intitulée « Miroir magique des amours de brise et de clair de lune »,. L'auteur lui-même donne au début du récit les titres « Relation du Moine d'Amour et Les Douze belles de Jinling » ( 金陵十二钗 / 金陵十二釵, Jīnlíng shí'èr chāi, « Les douze épingles à cheveux de la montagne d'or »), aujourd'hui tombés en désuétude. Le roman fut aussi désigné par la suite sous le nom de « L’Union de l'Or et du Jade » (金玉缘 / 金玉緣, jīnyù yuán ou 金玉良缘 / 金玉良緣, jīnyù liángyuán), faisant référence au mariage entre Jia Baoyu (le Frérot Jade, héros du roman), mystérieusement né avec un abraxas de jade dans la bouche, et Xue Baochai (Grande Sœur Joyau, sa cousine maternelle), portant autour du cou un cadenas en or de « sauvegarde et de maintenance vitale », gravé d'inscriptions qui se trouveront exactement complémentaires de celles gravées sur l'abraxas de Jia Baoyu.
Néanmoins, Le Rêve dans le pavillon rouge est un des titres primitifs de l'ouvrage. Il semble que Cao Xueqin l'avait choisi pour le roman dès le début de sa composition, mais dut le remplacer à partir de 1747 par celui de « Mémoires d'un Roc » qui avait la préférence de Zhiyanzhai, son principal commentateur d'alors et son ami. Le titre Le Rêve dans le pavillon rouge n'est devenu le titre définitif qu'environ vingt ans après la mort de Cao Xueqin, vers 1784, avec la publication des versions Cheng-Gao.

## Langue: le chinois classique de Pékin
Bien que maîtrisant parfaitement le chinois classique, l'auteur rédigea dès l'origine le Rêve dans le pavillon rouge en chinois vernaculaire, dans le plus pur dialecte de Pékin, qui deviendra plus tard la base du mandarin standard. Pourtant, avant le mouvement du 4-Mai, la grande majorité des œuvres étaient écrites en chinois classique. C'est pourquoi au début du XXe siècle, les lexicographes utilisèrent le roman pour établir le vocabulaire du nouveau mandarin standard et les partisans d'une réforme de la langue s'en servirent pour promouvoir l'écriture du chinois vernaculaire.

## Présentation du contexte historique
Avec ses 120 récits, c'est l'un des plus longs romans jamais écrits. Cependant, Cao Xueqin n'en aurait personnellement achevé que les quatre-vingts premiers, les quarante derniers ayant été sans doute révisés par Gao E (高鹗 / 高鶚, gāo è, 1738-1815) et Cheng Weiyuan à partir de plans très élaborés laissés par l'auteur même. 
L’œuvre, considérée en partie comme autobiographique, reflète la montée en prestige social et en puissance politique, puis le lent déclin, de la propre famille de l'auteur, celle des Cao, qui fut comblée d'honneurs et de richesses sous le règne de l'empereur Kangxi (1661-1722), puis tombée en disgrâce. Elle retrace aussi, par extension, l’atmosphère fastueuse de l’apogée de la dynastie Qing, dans la première moitié du XVIIIe siècle . Comme l'auteur l'explique dans le premier récit, il cherche à commémorer les femmes qu'il a connues dans sa jeunesse : amies, proches parentes et servantes... Le roman est non seulement fascinant par son nombre immense de personnages parfaitement caractérisés et par sa profonde portée psychologique, mais il l'est encore par sa description, précise et détaillée, de la vie fastueuse et des structures sociales de l'aristocratie chinoise du XVIIIe siècle : « L'auteur du Rêve dans le pavillon rouge était un fils de grande famille. L'ensemble du faste qu'il décrit est si exact, que nul ne saurait en parler ainsi, à moins d'y avoir personnellement participé » ; ce qui conduisit plus tard la critique officielle du temps de la Chine marxiste à qualifier l’œuvre (quoique en réalité de façon admirative) d'« encyclopédie du monde féodal à son déclin ». Cao Xueqin y dépeint, en effet, le faste inouï de la haute noblesse impériale (en l'occurrence, dans le roman, celui de la très aristocratique famille des Jia) tout en dénonçant, avec prudence, l'hypocrisie des institutions de l'Empire, appelées à décliner bientôt tout au long du XIXe siècle, ainsi que l'exploitation de l'homme fondée sur le système de l'esclavage tel qu’il avait alors cours, même s'il était, en Chine, globalement doux et assez paternaliste.

## Un récit-cadre hors du temps pour une mise en abyme dans le temps

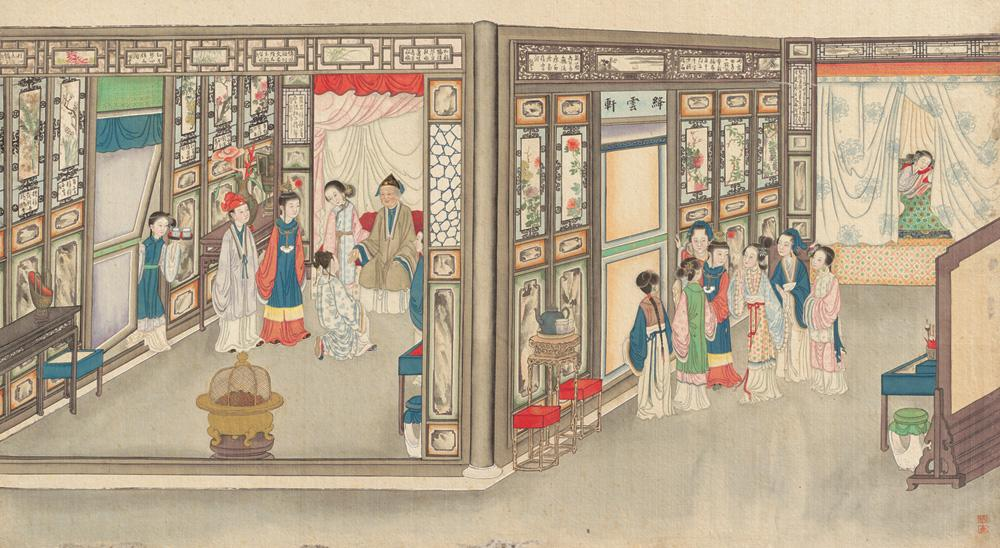
Scène du roman, peinte par Sun Wen.

L'histoire est donc précédée d'une sorte de récit-cadre se déroulant dans une vie antérieure. Ce récit-cadre permettra, par une habile mise en abyme, de plonger bientôt le lecteur dans l'intrigue proprement dite. Cette dernière se déroule dans un temps historique très précis, celui du début de la dynastie Qing, déjà fastueuse sous l'empereur Kangxi et qui sera à son apogée durant le très long et brillant règne de l’empereur Qianlong (1735-1796). Cao Xueqin écrira justement le roman sous le règne de Qianlong, au cours des années 1740-1750.
Ce récit-cadre initial occupe une large première partie du Récit I :

### Récit-cadre - Étape I: La genèse du Roc d’essence transcendante
Un énorme et mystérieux Roc, sur lequel sera par la suite gravée une immense histoire (voir Récit-cadre - Étape II), a été, à l'origine, abandonné par la déesse Nugüa lorsque celle-ci répara une brèche accidentelle dans la voûte céleste. Aux Falaises de l'Insondable, elle parvint à fondre trente-six mille cinq cent un blocs de roc pour accomplir ce travail, en les traitant par le feu. Elle les utilisa tous, sauf le dernier roc, qu'elle abandonna sur la montagne. « Or ce Roc, une fois refondu par le feu, se trouva entièrement pénétré d'une essence transcendante. Constatant que tous ses semblables, les 36 500 autres rocs, avaient été jugés dignes de combler la brèche du firmament, tandis que lui-même se voyait éliminé, il en voulait à son sort, s'en affligeait, et passait des jours et des nuits à en gémir. »
En un autre temps immémorial, plus tard, vinrent à passer près de lui et s'assirent à son ombre un mystérieux Bonze bouddhiste (symbole de Renoncement aux plaisirs) et un mystérieux Moine taoïste (symbole de la Modération des plaisirs), qui riaient sans cesse tout en discutant vivement « de la gloire, du luxe, de la richesse et des honneurs du monde des poussières rutilantes » (c'est-à-dire celui des vanités du bas monde humain). À ces derniers propos, le Roc ne peut s'empêcher d'avoir le cœur ému par le désir profane de se rendre justement dans ce bas monde pour y goûter aux félicités et à tous les plaisirs terrestres. Empruntant alors le langage humain, le Roc supplie donc le Bonze et le Moine de bien vouloir lui faire connaître les jouissances du monde des humains : 
« Éminents Maîtres, en dépit de sa nature fruste et stupide, votre disciple a pourtant l'esprit doué d'une certaine transcendance. Si vous témoignez un peu de bienveillance à mon égard pour m'emmener dans les rutilances du bas monde de poussière, je pourrai jouir des plaisirs, pendant quelques années, dans une contrée d'honneurs et de richesses, et dans un terroir de douceur et de délices. Et je garderai à jamais envers vous une gratitude inaltérable. »
Le Bonze et le Moine, en riant, l'avertirent alors par deux dictons : « Jamais rien de beau qui ne soit sans défaut », et : « Bonheur est débiteur de bien des malheurs », et lui conseillèrent de renoncer à son idée. Mais le Roc, le cœur embrasé par les « pensées profanes», les implora de nouveau tant et si bien que le Bonze et le Moine reprirent en soupirant : Voilà bien la loi de propension au Mouvement. S'il en est ainsi, nous t'emmènerons. Seulement, voilà, ne regrette rien quand tes désirs ne seront plus satisfaits ! » Et le mystérieux Bonze de le prévenir qu’au terme de cette aventures, il retournera sa forme et à sa nature primitive, c’est-à-dire celle de Roc.
Le Bonze récita alors les formules du « Grand Pouvoir », déploya des procédés surnaturels et « fit si bien que le Roc se transforma en un jade d'une fraîcheur éclatante, d'une lumineuse pureté, aussi menu qu'on pouvait le tenir dans la main. » Le Bonze s'en saisit et lui dit en riant : « La substance de ton corps est certes animée d'une essence transcendante, mais il faut que je grave sur toi quelques caractères d'écriture, afin que tous ceux qui te verront soient avertis de ta nature extraordinaire. Puis je t'emmènerai dans une contrée resplendissante, au foyer d'une famille aristocratique de lettrés, fastueux domaine, terroir de douceur, de richesse et d'honneurs, pour t'installer dans la joie. (...) Plus tard, tu comprendras. Ayant dit cela, le Bonze mit le jade dans sa manche, puis, entraînant avec lui le Moine taoïste, « s'évanouit dans un tourbillon, sans qu'on pût savoir dans quelle direction ni dans quelle contrée il avait disparu. »
Ainsi se trouve décrite, en raccourci, toute la future destinée terrestre du Roc, devenu jade magique, tel qu'il s'incarnera mystérieusement en la personne de Baoyu, Jade magique, fils de la princière famille des Jia, ducs de la Gloire de l'État et ducs de la Paix de l'État, à l'apogée de l'empire de Chine.

### Récit-cadre - Étape II: L'histoire gravée sur le Roc transmise par Cao Xueqin
Dans un vertigineux télescopage temporel, nous sommes alors brièvement propulsés dans un très lointain futur. Après les mots que l'on vient de citer («... s'évanouit dans un tourbillon, sans qu'on pût savoir dans quelle direction ni dans quelle contrée il avait disparu »), le récit enchaîne aussitôt : « Qui sait combien de siècles et de kalpa s'étaient depuis lors écoulés » ?. Donc dans un futur extrêmement éloigné, voici le Roc qui a désormais connu l'expérience de la vie humaine dont il avait un si grand désir. Et, comme le Bonze l'en avait prévenu (« Au terme de tes épreuves, tu reprendras ta nature primitive »), le voici redevenu un Roc, mais sur lequel, maintenant, de haut en bas, est désormais minutieusement gravée et racontée toute l'histoire de l'expérience humaine qu'il a vécue dans le monde des humains. C'est précisément cette histoire, gravée sur le Roc et intitulée « Mémoires d'un Roc » , qui constituera tout le récit du Rêve dans le pavillon rouge.
Ainsi donc après des siècles et des siècles, « sur le Pic des Crêtes verte », vient à passer à nouveau un mystérieux Moine taoïste tout près du Roc, « sur lequel apparaissaient distinctement des caractères formant un récit ». Le Moine, lisant attentivement tout ce qui était gravé sur lui, comprit « que le passé de ce Roc était riche de multiples et étranges péripéties ». Le Moine transcrivit tout ce récit sur du papier. Au terme de cette longue tâche, lui qui s'était appelé jusqu'ici « moine Vanité des Vanités », décida, à la suite de cette lecture, d'adopter pour nom celui de « Moine d'Amour ». Nous apprenons alors que « plus tard, dans son cabinet dit du Deuil des Roseurs florales, Cao Xueqin, ayant, pendant dix ans, lu et relu cet ouvrage, y apporta cinq fois des retouches, le divisa en récits numérotés et en établit la table des matières. » C'est sous cette présentation littéraire fictive, d’après laquelle il n'aurait été qu'un simple correcteur du texte d'origine, que Cao Xueqin a voulu discrètement et sobrement se présenter, dans sa pudeur et sa grande humilité, lui qui, étant l'auteur, avait conçu et écrit toute la gigantesque œuvre, en partie grâce à des éléments autobiographiques, et dont il dira, de façon poignante : « Chaque mot m'a coûté une goutte de sang. »

### Récit-cadre - Étape III: Le Roc (le Page au Divin Jade) s'incarne en Baoyu
Cette parenthèse faite, l'on apprend alors que le Roc d'origine, lorsque la déesse Nuwa ne l'utilisa pas pour combler, lui aussi, la brèche de la voûte céleste, n'en gagna pas moins, en compensation, « le pouvoir de vaguer, çà et là, tout à son aise ». C'est ainsi qu'il était arrivé un jour chez l'Immortelle veillant aux Mirages (on retrouvera plus tard celle-ci, dans le roman, mystérieusement sous les traits de la séduisante cousine Qin Keqing, notamment durant le rêve, à la fois divinatoire et érotique, que fera Baoyu, dans le Récit VI, rêve qui sera pour lui une première initiation sexuelle dont il se réveillera bouleversé et tout confus). Mais, dans le récit-cadre, l'Immortelle veillant aux Mirages, comprenant de quelle nature était le passé de ce Roc, le retient dans son Palais des Vapeurs Écarlates et le fait officier en lui donnant le titre de Page au Divin Jade. Or c’est justement là que va surgir le point crucial qui va déterminer tout son futur une fois qu’il s’incarnera dans le bas monde : un jour le Page au Divin Jade, « longeant la rive du Fleuve des Eaux transcendantes, remarque un pied de la merveilleuse Plante aux Perles pourpres, dont la délicatesse et la grâce lui parurent à tel point charmantes qu'il vint, par la suite, quotidiennement, l'arroser de rosée d'ambroisie. » Cette plante, ayant ainsi reçu, grâce à lui seul, la « pure quintessence du ciel », croîtra et s'épanouira jusqu’à pouvoir se transmuer en créature humaine, féminine, si elle devait dans le bas monde. Étant encore dans le palais de l'Immortelle veillant aux Mirages, elle n'aspirait plus qu'à une seule chose : retrouver celui qui était venu, avec tant de bonté, l’arroser tous les jours, et pouvoir le remercier et le récompenser, concrètement, de sa bonté pour elle. En attendant, elle se morfondait, apaisant cette faim en mangeant « les fruits des secrètes amours » et en buvant « l'eau qui noit les chagrins ».
De son côté, le Page au Divin Jade — qui, en tant que Roc, avait reçu du mystérieux Bonze la promesse que celui-ci l'amènerait connaître les fastes, les richesses et les plaisirs de la société humaine — exprima à l'Immortelle qui veille aux Mirages son désir de descendre dans le bas monde. « Pour poursuivre le cours de ses affinités illusoires, il se fit enregistrer pour le départ. » L'Immortelle, de son côté, y voyant une occasion pour la Plante aux Perles pourpres de s'acquitter concrètement de sa dette envers celui qui avait pris soin d’elle avec tant de bonté, accepta l'enregistrement. « Comme il va être précipité dans le bas monde, sous forme humaine, lui confia la Plante, j'irai moi-même l'y rejoindre sous la même forme. Et si je verse pour lui, à titre de rétribution, toutes les larmes de ma vie, peut-être cela suffira-t-il à m'acquitter. »
Le Roc, comme on l'a vu, avait été transmué par le Bonze en un splendide petit bijou de jade pour être introduit dans le monde des humains, et l'Immortelle veillant au Mirages l'avait justement appelé Page au Divin Jade.

## Mise en abyme dans le temps: Baoyu vient au monde
Naquit alors — au sein d’une illustre famille aux richesses inouïes, proche du pouvoir impérial et exerçant de hautes charges d'État — un enfant mâle, à qui l'on donna le nom, en chinois, de Jia Baoyu (贾宝玉 / 賈寶玉, jiǎ bǎo yù, « Jia Jade magique »), parce que, de façon absolument incompréhensible, il vint au monde avec un abraxas de jade à l’intérieur de la bouche. Par la suite, le garçon, et bientôt le jeune homme, portera toujours autour de son cou, au bout d'une chaîne d'or en sautoir sur sa poitrine, ce mystérieux petit jade gravé d'inscriptions (justement celles qui avaient été faites, hors du Temps, par le Bonze bouddhiste. Voir ci-dessus : Récit-cadre : Étape I).

### Baoyu, fils des ducs de la Gloire de l'État et de la Paix de l'État
On découvre plus tard plus en détail (à partir du Récit III) le jeune Baoyu, personnage principal du roman. Adolescent très élégant, plein de charme, tour à tour rêveur, espiègle et insouciant, adoré et choyé de tous, c'est l'un des plus jeunes descendants de la puissante famille ducale des Jia (贾 / 賈, jiǎ). Cette famille aux nombreuses branches appartient à la plus haute aristocratie impériale et se divise en deux branches maîtresses : 
- celle qui habite le Palais de la Gloire de l’État (荣国府 / 榮國府, Róng guófǔ),
- et celle qui habite le Palais de la Paix de l’État (宁国府 / 寧國府, Níngguó fǔ). 
Ces deux immenses palais, qui bordent respectivement à l'ouest et à l'est les éblouissants jardins du Parc aux Sites grandioses, forment un ensemble résidentiel qui occupe, à lui seul, une très longue avenue de « la Capitale » impériale (jamais nommée dans le roman, mais qui est l'ancien Pékin). Le prestigieux Ancêtre Commun des Jia (trisaïeul de Baoyu) avait eu deux fils qui reçurent chacun de l'Empereur le titre de duc : l'aîné, Jia l'Évolution, duc de la Paix de l'État, et le cadet, Jia la Fontaine, duc de la Gloire de l'État (bisaïeul de Baoyu). Au début du roman, les deux branches de la famille, chacune autour de son duc, résident dans leurs deux palais mitoyens. 
Le duc actuel de la Gloire de l'État est Jia le Clément, oncle paternel de Baoyu, et celui-ci est fils de Jia le Politique. Ce dernier, frère du Clément, assume de très hautes charges dans l'administration impériale. Le Clément et le Politique ont pour sœur unique Jia la Diligente (mère de la Sœurette Lin, ou Lin Daiyu (林黛玉, lín dài yù, « Lin Jade sombre », qui est donc cousine germaine paternelle de Baoyu). Le Clément, le Politique et la Diligente sont les trois enfants de Jia le Meilleur de Génération, duc défunt de la Gloire de l'État, et de la Très Vénérable Aïeule Douairière, née des marquis Shi, actuellement veuve. La Vénérable Aïeule, personnage imposant, est la matriarche, à la fois redoutée et vénérée, de tous les Jia des deux palais, devant laquelle, y compris les Ducs, « tous s'agenouillent et battent trois fois du front contre sur le sol ». Grand-mère paternelle de Baoyu, elle adore littéralement ce petit-fils chéri et lui passe tous ses caprices, au grand dam de son père, le sévère Jia le Politique, qui veut voir le garçon s'adonner assidument à l'étude des grands textes classique confucéens et à l'art de l'écriture savante des caractères, pour suivre, comme lui, une haute carrière d'État... alors que l'adolescent, de son côté, que tout le monde appelle affectueusement « le Frérot Jade », ne rate pas une occasion pour courir batifoler dans le gynécée avec ses nombreuses cousines, qui l'adorent, et les innombrables soubrettes et caméristes, servantes dans les deux palais.

### Mystérieuse attirance innée entre Baoyu et la Sœurette Lin
Parmi ces nombreuses et très belles cousines, Jia Baoyu est tout spécialement lié, par un penchant réciproque inné, comme prédestiné (voir supra à ce sujet le Récit-cadre - Étape III), à sa cousine Lin Daiyu, « la Sœurette Lin ». Celle-ci vient d'arriver de Yangzhou, où sa mère, Jia la Déférente, vient de décéder ; son père, Lin Tel que Mer, Inspecteur de la Gabelle, envoie donc sa fille unique, de santé très fragile, à la Capitale, auprès de la Vénérable Aïeule Douairière sa grand-mère, afin de la distraire de son deuil. L'Aïeule reçoit avec effusion cette petite-fille au Palais de la Gloire de l'État, où elle retrouve son cousin Baoyu qu'elle n'a plus revu depuis leur petite enfance. 
Elle est fascinée d'avance par ce jeune cousin, dont on lui parle dès le soir de son arrivée au Palais. Déjà sa mère décédée, Jia la Diligente, l'avait fait maintes fois, lui apprenant que Baoyu était venu au monde avec un mystérieux et incompréhensible abraxas de jade dans la bouche. De son côté, Baoyu, dès qu'il entre dans les appartements de la Vénérable Aïeule pour saluer cette cousine, se fige aussitôt de loin devant elle et la regarde longuement, sans articuler un mot, à l'étonnement de toute l'assistance. Par la suite, ils deviennent inséparables, partageant tous les deux le même amour de la musique et de la poésie. Néanmoins, mystère du destin, Jia Baoyu sera par la suite voué (après la mort de la Sœurette Lin et après s'être aimés dans le plus douloureux silence sans pouvoir se l'avouer) à se marier avec une autre de ses cousines, du côté maternel celle-là, la magnifique et très cultivée Xue Baochai (薛寶釵 / 薛宝钗, Xuē Bǎochāi, « Xue Merveilleuse Épingle de Coiffure »), habituellement appelée « Grande Sœur Joyau », jeune fille d'une beauté idéale, d'une grâce physique et d'une intelligence supérieure, mais qui ne sera jamais aussi proche de cœur de Jia Baoyu que l'aura été l'unique et défunte Lin Daiyu (la mort prématurée de celle-ci sera justement précipitée par la volonté de la famille ducale de contrecarrer son aspiration au mariage avec Baoyu). D'ailleurs, la mort ultérieure de la Sœurette Lin ravagera le cœur de Baoyu au point où il s'enfermera dans le silence, au bord de la folie — ce qui plongera dans l'angoisse la grande famille ducale et toute la domesticité — mais folie (fausse idiotie) en réalité totalement maîtrisée, simulée par le supra-intelligent Baoyu afin de se « protéger » mentalement, et d'avancer, à l'insu de tous, dans son cheminement initiatique final (coup de théâtre, inouï, de son mystérieux enlèvement hors de ce bas « monde des poussières rutilantes » (Récits CIX et CXX), événement qui peut choquer le lecteur non averti... Car il ne faut jamais perdre de vue que ce fascinant adolescent, bientôt jeune homme, quoique venu dans ce monde, n'appartient pas en réalité au monde des humains... (Voir ci-dessus les trois étapes du Récit-cadre).
Mais avant cette évolution finale, les premiers récits du roman montrent Baoyu sous le charme enivrant des « Douze Belles de Jinling ». Ce sont principalement ses cousines, et quelques nièces en réalité plus âgées que lui, qui l'appellent notamment avec tendresse « notre Petit Monsieur Oncle Deuxième-né » (étant donné qu'il avait un frère, de douze ans son aîné, Jia la Perle, déjà décédé au début du roman).

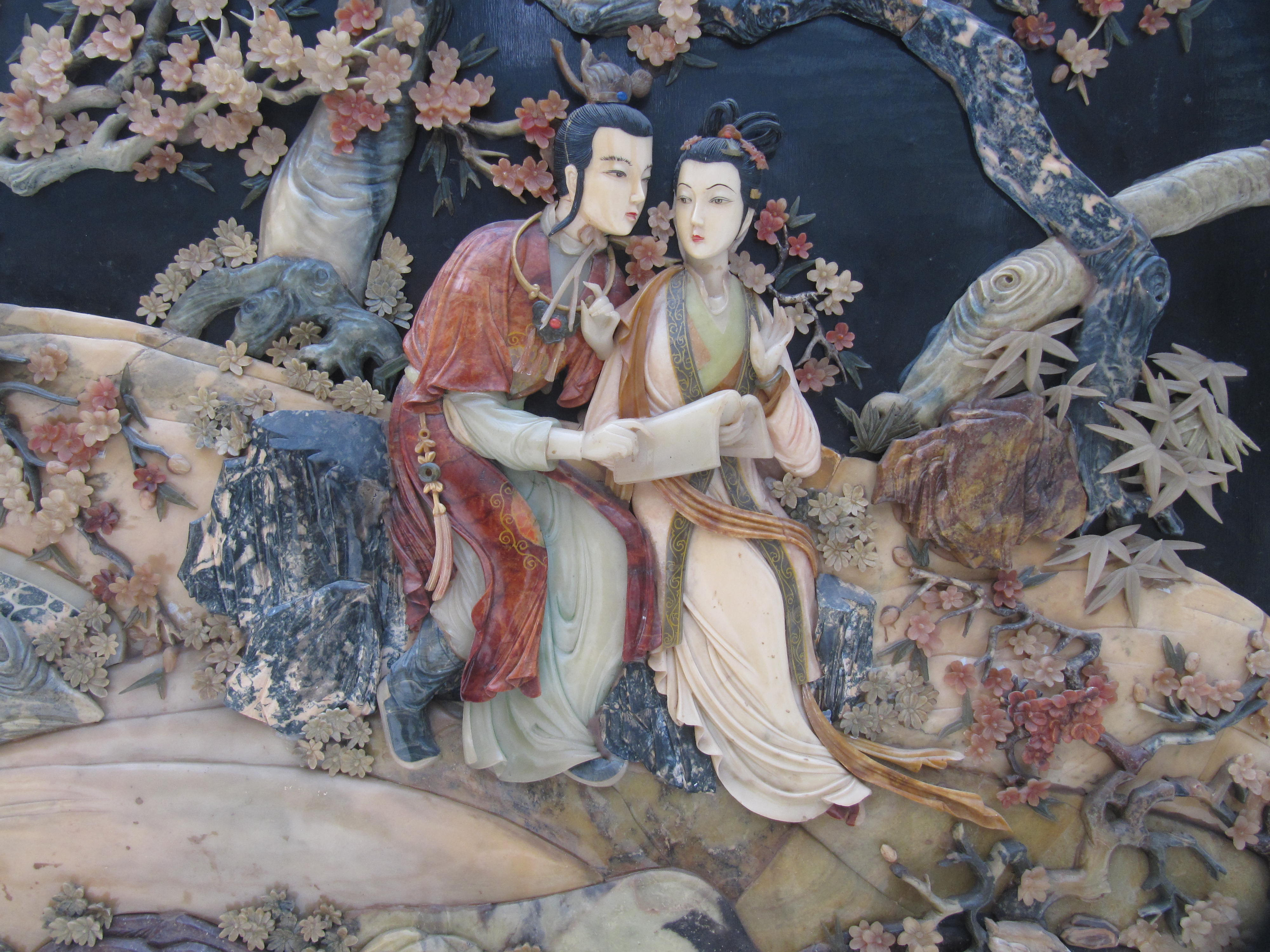
Le Frérot Jade (Jia Baoyu) et sa cousine la Sœurette Lin (Lin Daiyu) au Palais ducal de la Gloire de l'État, dans le Parc aux Sites grandioses.

Pour autant, comme on le verra par la suite, ces amours féminines n'empêchent pas le jeune Baoyu d'avoir aussi des attirances qui semblent homosexuelles, notamment, d'une part, avec son neveu par alliance, Qin Cloche d'Or ((秦钟 / 秦鐘, Qín Zhōng, « Qin Cloche d'Or »), aussi jeune que lui, du Palais de la Paix de l'État, d'autre part avec l'éblouissant comédien Jiang Étui de Jade (Jiang Yuhan), comme on le verra ultérieurement, enfin la fascination réciproque entre Baoyu et Shuirong, Prince du Calme du Nord, haut intellectuel, très jeune encore, aux « manières voluptueusement séduisantes, ne se laissant entraver ni par les mœurs mandarinales ni parle formalisme de la Cour, et doué d'une beauté et d'une grâce hors du commun. Mais jamais Cao Xueqin, pas dans la moindre ligne, n'atteste une quelconque activité homosexuelle réelle et physique entre les personnages. Même dans l'épisode nocturne entre Qin Cloche d'Or et Baoyu, au Monastère des Boules de Pain, qui appartient à la famille ducale, l'auteur, très fin, se contente d'écrire : « Nous ne savons pas comment le Frérot Jade régla son compte avec Qin Cloche d'Or... Faute d'observation précise, le cas demeure douteux... et nous nous gardons de rien inventer. ».
Cependant, hormis ces rares passages épisodiques, l'amitié amoureuse entre le Frérot Jade et la Sœurette Lin, ainsi que la discrète et constante rivalité amoureuse entre celle-ci et leur cousine Grande Sœur Joyau (Xue Baochai), constitue néanmoins le thème central et principal de tout le Rêve dans le pavillon rouge, lui servant de fil conducteur, avec, en toile de fond, le déclin, très progressif, de la puissante famille des Jia, reflet parallèle, et biographique, de celui de la propre famille de l'auteur, Cao Xueqin. Toutefois dans le roman, après de dramatiques tribulations, beaucoup de décès successifs, et surtout la mystérieuse « disparition » de Baoyu, nous retrouverons la famille ducale pleinement restaurée dans tout son faste initial et sa première puissance? 

## Personnalité de Baoyu
Les allusions à Baoyu, héros du roman, foisonnent dès le Récit I (qui sert de récit-cadre pour l'ensemble). En effet, il ne faut jamais perdre de vue que le Roc d'essence transcendante, puis le Page au Divin Jade auprès de l'Immortelle veillant aux Mirages, ne sont autres que des avatars de Baoyu au cours d’une vie antérieure. C'est seulement une fois incarné, selon son désir, dans ce « monde des poussières rutilantes » (le monde des humains), que cet être unique reçoit alors son nom de « Baoyu » (« Jade magique »).

### La question de l'âge de Baoyu - L'«événement physiologique» du Récit V
Le roman ne décrit ni la naissance de Baoyu ni son enfance au palais de la Gloire de l'État. Quand il entre en scène (Récit III), c'est déjà un adolescent d'environ 14 ou 15 ans. Il est le benjamin des trois enfants de Jia le Politique et de la Seconde Dame, née Wang (autre famille alliée, de très haute noblesse). Baoyu n'a sans doute que peu de souvenirs de son frère, Jia la Perle, décédé à l’âge de 20 ans et son aîné d'une quinzaine d'années. Au début du roman, en termes de fratrie, il n’a donc que sa sœur, la Demoiselle Printemps Première-née, son aînée de dix ans (résidant à la Cour et respectueusement appelée par tous, officiellement, « l’Honorable Compagne impériale », ou affectueusement « Bonne Mère »), et sa demi-sœur la Demoiselle Printemps Tierce-née, ainsi que son petit demi-frère Anneau de Jade, qui est jaloux de lui en toutes choses. En somme, Baoyu est l'un des plus jeunes descendants de la grande famille des Jia.
Mais un événement intime, pour ainsi dire « physiologique », se produit au cours du Récit V, qui sera explicité au Récit VI, qui donne un éclairage non douteux sur l'âge de Baoyu en tant qu'adolescent à coup sûr, dès le début du roman, ce qui contredit formellement l'opinion de maints « rougeologues » qui tiennent à le présenter comme étant encore dans l'enfance. Cet événement physiologique est celui d'un premier écoulement séminal qui se produit chez Baoyu au cours de son fameux rêve à la fois initiatique et érotique durant lequel il se voit auprès de l'Immortelle qui veille aux Mirages, et dans lequel il aura une connaissance supra-consciente de la future destinée de chacune des « Douze Belles de Jinling ». Ce rêve, stratégique dans le roman, où il découvre en dormant la « jouissance charnelle » (Récit V), désignée par la mystérieuse phrase du « plaisir du nuage d'heureux augure, aboutissant à l'averse de pluie fécondante », se déroule l'après-midi, au Palais de la Paix de l'État, dans la chambre de la Jeune Dame Qin, où celle-ci et les caméristes l'ont mené faire une sieste tandis que la famille ducale entière, après le déjeuner, se tient dans les jardins.
Plus tard, rentré dans ses appartements, au Palais de la Gloire de l'État, sa camériste, Bouffée de Parfum (encore soubrette à ce moment), l'aide à se déshabiller pour changer de costume. À un moment, la camériste, seule avec son jeune maître, « tendit la main et sentit, le long de la cuisse, une matière froide, humide et visqueuse. Elle en fut si effrayée qu'elle retira vivement la main et demanda : "Que vous est-il arrivé ?" Le frérot Jade rougit et lui pressa la main. (...) "Bonne Grande Sœur, surtout pas un mot à quiconque !" (...) La soubrette chuchota (...) : "De quelle histoire avez-vous rêvé ? D'où a coulé tant de (...) ? » (Récit VI).
Ce phénomène physiologique, ne se produisant généralement pas chez un garçon avant l'âge de 14 ans, voire 15 ans, atteste à l'évidence que le jeune Baoyu, quand débute le roman dans un récit au présent, est déjà un adolescent, certainement plus un enfant.

### Portrait physique et psychologique
Cao Xueqin revient plusieurs fois au cours du roman sur l'apparence physique et le tempérament de Baoyu (notamment aux Récits III et VII) : il le décrit comme un très jeune homme d'une grande beauté physique et d'une grâce innée. Plein de joie de vivre, il adore la musique et la poésie, qu’il pratique en autodidacte. Il est souvent enjoué jusqu'à l'espièglerie, mais parfois fantasque et capable de brèves et imprévisibles colères qui restent toutefois sans méchanceté. Il ne tremble que devant son père, Jia le Politique, homme grave, sévère mais juste, grand lettré, ami de l'ordre et de la discipline en toutes choses. Le jeune garçon éprouve devant son père une incroyable crainte révérencielle, et quand celui-ci n’est pas dans les parages il est « comme un macaque délivré de sa chaîne ». Baoyu est aimé de tout le monde dans les deux palais ducaux de la Gloire de l'État et de la Paix de l'État, mais surtout de sa grand-mère, la Vénérable Aïeule Douairière, qui l’adore et qui prend sa défense en toute circonstance et pour qui il est « comme la racine de sa propre vie ».
L'antiquaire Leng le Florissant, qui connaît bien la famille, fera cette confidence à Jia le Transformé, le juge-préfet, au sujet du jeune Baoyu, comme s'il avait pressenti en lui une dimension mystérieuse : « Ce gamin fait preuve, à lui seul, de plus de netteté d'ouïe, de clarté de vue et de vivacité d'esprit que cent autres réunis » (Récit II).
Sa mère, la Seconde Dame, déclare confidentiellement à la Sœurette Lin qui vient d'arriver au palais de la Gloire de l’État et qui n'a plus vu ce cousin depuis l’enfance (portrait qu’il faut considérer comme une antiphrase) : « J'ai pour fils une racine de péché. Un germe de malheur. C'est vraiment, pour notre famille, le « souverain démon du bouleversement universel » (Récit III). Bien entendu, la Seconde Dame, comme l’Aïeule, adore Baoyu. Et lorsque Jia le Politique, furieux des frasques qu’il impute à son fils, le fait, par exemple, bastonner presque à mort (avant de s’en repentir amèrement), la Seconde Dame se précipitera et protégera le garçon de son propre corps.
Enfin, la Sœurette Lin, qui avant de revoir celui qui va être l'amour secret de sa brève vie, pensait de lui : « Ce Baoyu, je me demande de quel fainéant dégénéré il doit avoir l'air ! », dès qu’elle l’aperçoit, se fige à sa vue et se dit : « Que c'est étrange... Il me semble bien l'avoir déjà vu quelque part. Comme son visage m'est familier ! » (voir ci-dessus Récit-cadre - Étape III). Il lui parut « coiffé d'une calotte d'or pourpre incrusté de gemmes. Vêtu d'une robe de satin rouge vif brodée, serrée à la taille par une ceinture tissée de fils de cinq couleurs, son teint était semblable aux fleurs d'un matin de printemps, et dans ses yeux luisait le pur éclat des eaux automnales. Jusqu'en ses heures de colère, pensa-t-elle, il devait sourire. Et même courroucé son regard devait trahir la tendresse. Il portait un collier d'or figurant des dragons, auquel était suspendu un splendide bijou de jade » (Récit III).

## Un roman de 448 personnages parfaitement individualisés
L'œuvre met en scène un total de 448 personnages, dont la plupart, même secondaires, sont extrêmement bien caractérisés par Cao Xueqin, qui sait, parfois en très peu de mots, leur donner un profil marquant qui accroche l'attention et que l'on n'oublie plus. Les portraits physiques et psychologiques des personnages majeurs, une soixantaine, sont, quant à eux, tracés par touches successives, qui ne cessent de s'enrichir au fur et à mesure de la progression des récits, interagissant les uns avec les autres et révèlant davantage leur personnalité spécifique. Les traductions françaises et les translittérations des noms que nous proposons ici sont celles (définitives depuis 1981) de l'édition La Pléiade.

### Généalogie des Jia des deux palais de la Paix de l'État et de la Gloire de l'État
Les membres de la famille mentionnés dans l'arbre généalogique qui suit sont presque exclusivement ceux qui résident durablement dans les deux palais contigus, de la Paix et de la Gloire de l'État. D'autres Jia apparentés (tels par exemple Jia le Pédagogue de Génération, Jia le Transformé ou Jia le Prodigieux) résident en dehors des deux palais.
|  |  | Mari et femme                                      |
|  |  |                                                    |
|  |  | * Enfant né d'une concubine                        |
|  |  | † Mort avant le commencement du récit ou peu après |

## Baoyu et «Les Douze Belles de Jinling»
Jinling est un ancien nom de l'actuelle Nankin, bien que les événements du roman ne s'y déroulent pas, l'auteur préférant toujours désigner « la Capitale » comme lieu d'action, sans pourtant la nommer jamais (mais que toute la critique assimile cependant à Pékin). Les Douze Belles de Jinling a été l'un des titres temporairement donnés au roman par l'auteur lui-même, Cao Xueqin, alors qu'il le rédigeait encore. Il revint finalement à celui de Rêve dans le pavillon rouge, le titre le plus anciennement choisi par lui et l'adopta définitivement. Les Douze Belles de Jinling est donc un titre totalement tombé en désuétude, dès le XVIIIe siècle. Mais l'expression est parfois utilisée, à cause de son charme, pour désigner en particulier douze parmi les personnages féminins les plus jeunes qui graviteront autour du héros principal, le très jeune Jia Baoyu (Jade magique, souvent appelé Frérot Jade). Voici donc, en premier lieu, le héros et les douze belles en question (bien que certaines d'entre elles ne comptent pas parmi les personnages principaux).
Jia Baoyu
(贾宝玉 / 賈寶玉, Jiǎ Bǎoyù, « Jia Jade magique », récit II), souvent appelé Baoyu, tout court, et encore plus souvent, le frérot Jade. Fils de Jia le Politique et de la Seconde Dame, née Wang, petit-fils de Jia le Meilleur de Génération, l’ancien duc de la Gloire de l’État, et de l’Aïeule Douairière, frère cadet de feu Jia la Perle et de la Demoiselle Printemps Première-né, demi-frère de la Demoiselle Printemps Tierce-née et de Jia Anneau de Jade. Cao Xueqin, au début de l’œuvre, dit qu’il est « en sa douzième ou treizième année », sans doute dans une petite inadvertance d'écriture, car cet âge trop jeune pose manifestement problème en rougeologie, comme nous l'avons vu plus haut (voir La question de l'âge de Baoyu), puisque par ailleurs Cao Xueqin, également au tout début de l’œuvreva décrire chez le jeune Baoyu des réactions sexuelles physiologiques qui ne se produisent normalement chez un adolescent que vers 14 ou 15 ans (Récits V et VI). Cette production séminale, d’une part, et son étonnante capacité intellectuelle à écrire des poèmes très élaborés, d’autre part, constituent des faits qui ne sont pas dans la capacité d’un enfant et incitent donc à voir en Baoyu, avec plus de vraisemblance, un garçon déjà adolescent
Mystère de son origine

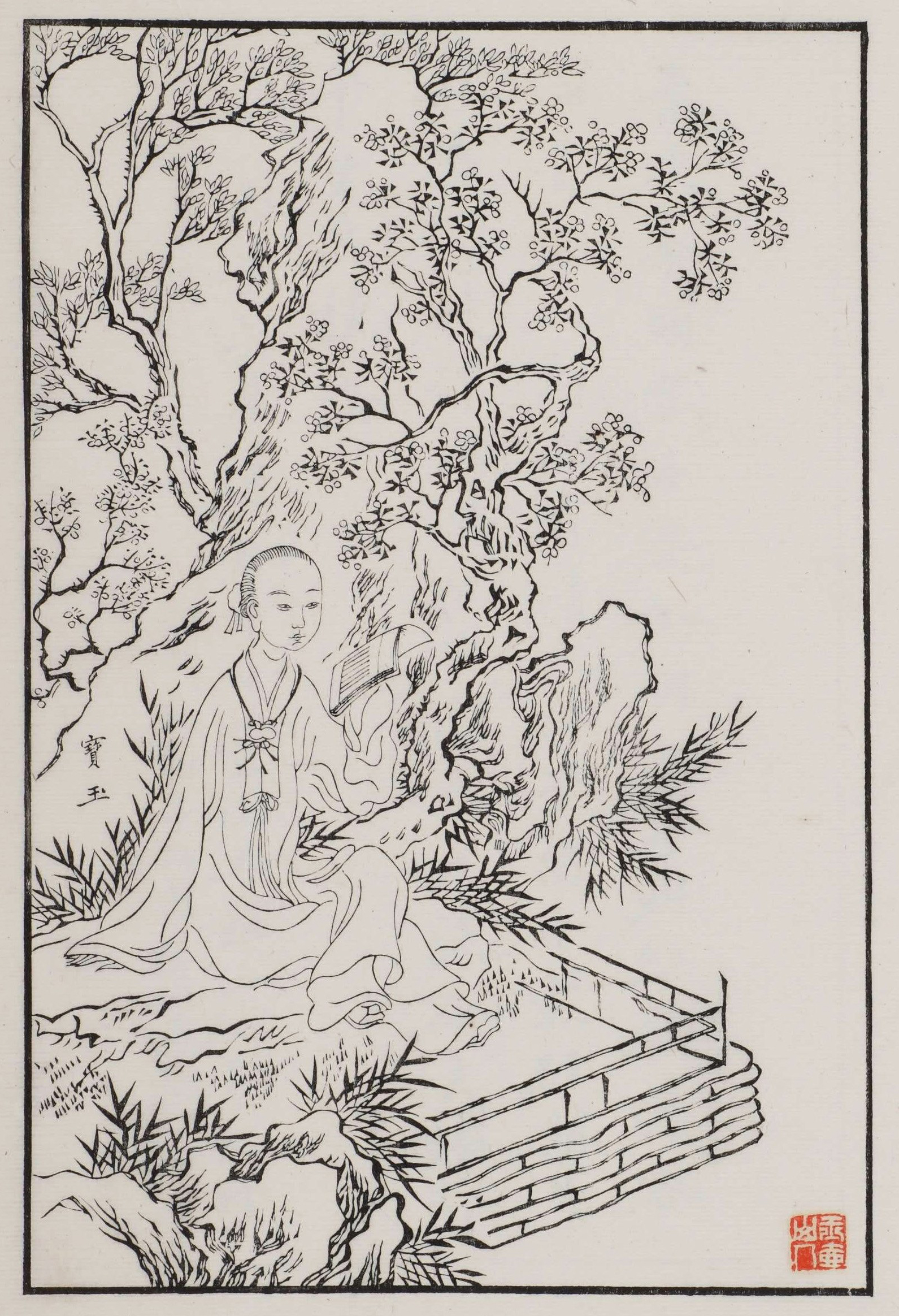
Jia Baoyu (gravure sur bois, œuvre de Gai Qi, avant 1814).

Baoyu est l'héritier présomptif du Palais de la Gloire de l’État. Comme déjà signalé, il est mystérieusement né avec un abraxas de jade trouvé dans l'intérieur de sa bouche, d’où son nom de génération, « Baoyu » (« Jade magique », et, dans sa forme complète, « Jade magique des Communications transcendantes », inscription gravée sur l'abraxas)(Voir supra Récit-cadre - Étape I). C’est justement ce mystérieux événement qui le liera plus tard, par prédestination, à sa cousine maternelle Grande Sœur Joyau (« Xue Baochai »), dont le collier est constitué d’un « cadenas d’or » gravé d’inscriptions correspondant à celles de l'abraxas de Baoyu. Mais celui-ci n’aspire, dans le secret de son cœur, qu’à l’union avec sa cousine paternelle, la Sœurette Lin. Quand la camériste de cette dernière, Cri de Coucou, voudra sonder l’attachement de Baoyu à la Sœurette (pour ensuite les pousser au mariage) en donnant au garçon la fausse nouvelle que la famille Lin ramènerait bientôt la Sœurette chez elle, à Yangzhou, Baoyu en fera aussitôt une énorme dépression silencieuse : il tombe dans une syncope léthargique qui mettra en émoi tout le palais ducal. Il ne s’en remettra que lentement, avec l’assurance répétée que la Sœurette ne partirait pas (Récit LVII).
Conflit entre ses aspirations personnelles et l'éducation académique que veut lui imposer son père
Bridé par la morale confucéenne très stricte de son père, Jia le Politique, qui le déprécie et le dénigre en tout, et devant qui il tremble, Baoyu préfère étudier le Zhuangzi et l’Histoire du pavillon d'Occident plutôt que les Quatre Livres de l'éducation classique chinoise. Il fait preuve d'une intelligence hors du commun. En fait, contrairement à l’opinion que se fait de lui son père, c’est en réalité un jeune adolescent extrêmement cultivé, loin de tout académisme, qui s’avère, de plus, vrai poète. Ainsi le jeune Baoyu est l’antithèse même des « bureaucrates à barbe », routiniers et courtisans, de l’entourage de son père, et c’est ce qui excède celui-ci. Comprenant les choses toujours au-delà de leur simple apparence, d'une sensibilité à fleur de peau, il fera une longue maladie psychosomatique devant la perspective de la dispersion progressive du gynécée, au sein duquel il a toujours vécu, au fur et à mesure du mariage inéluctables des jeunes filles (Récit LXXIX) ; pour lui, une cousine que l'on mariera, c'est un enclos qui se fermera pour toujours dans le Parc aux Sites grandioses, et d'avance il en a une nostalgie brûlante. Il éprouvera beaucoup de chagrin en apprenant que sa cousine la Demoiselle Printemps Deuxième-née a fait un malheureux mariage. Le frérot Jade est plein de compassion pour les plus humbles et se montre bon, voire amical, avec les nombreux domestiques des deux palais. Il a les relations les plus affectueuses avec ses belles cousines, aimant batifoler ou écrire des poèmes avec elles. Le plus souvent joyeux et espiègle, il ne se glace qu’en présence de Jia le Politique, se disant même « prêt à mourir plutôt que d’oser aller rejoindre son père », duquel sa mère, la Seconde Dame, et surtout sa grand-mère, la Vénérable Aïeule Douairière, le protègent.
Un adolescent étrange, fasciné par la couleur rouge
Le frérot Jade a un travers bizarre : un penchant irrésistible pour la couleur rouge. C’est en splendide et élégante robe de satin rouge brodé à manches d’archer, que la sœurette Lin, juste arrivée de Yangzhou, est éblouie en voyant Baoyu le premier soir, dans les salons du palais de la Gloire de l’État, elle qui ne l’avait plus vu depuis leur commune petite enfance. La camériste Bouffée de Parfum, à la tête des domestiques au service du frérot Jade, reproche doucement à son jeune maître son « goût dépravé pour le rouge ». Elle lui reprochera même d’aller jusqu’à parfois « manger en catimini notre rouge à lèvres » (le rouge à lèvres chinois, à l’époque, était en effet extrait d’un végétal au goût sucré) (Récit XIX). Bracelet d’Or (qui se suicidera), l’une des soubrettes de la Seconde Dame, osera un jour, séduite par l'éblouissante beauté de l'adolescent, lui glisser à l’oreille, en lui saisissant la main, de manger directement sur ses lèvres le rouge, « tout sucré, qui embaume » qu’elle vient de se mettre... (Récit XXIII)
Résidences de Baoyu au palais de la Gloire de l'État
Avant la création du Parc aux Sites grandioses, Baoyu loge dans les appartements mêmes de la Vénérable Aïeule Douairière, qui veut avoir le plus possible auprès d’elle ce petit-fils chéri. Une fois le Parc aménagé, la résidence personnelle du frérot Jade, avec tous ses domestiques, sera l’Enclos égayé de Rouge, que l'on fait somptueusement décorer, pour lui, de panneaux de laque rouge, de tentures et de tapisseries rouges.
Lin Daiyu
林黛玉, Lín Dàiyù, « Lin Jade sombre », récit II. Souvent appelée la sœurette Lin. Fille unique de Lin Tel que Mer (Lin Ruhai (林如海, Lín Rúhǎi) et de Jia la Diligente (贾敏 / 賈敏, Jiǎ Mǐn) (sœur de Jia lePolitique, décédée au début du roman), petite-fille de l’Aïeule Douairière. La sœurette Lin est cousine paternelle de Baoyu, et il sera son premier et son unique amour, quoiqu’elle n’osera jamais ni se l’avouer ni le lui avouer, et lui de même. Cet amour est présenté comme ayant une raison mystérieuse qui remonte à une vie antérieure, où elle a été la « merveilleuse Plante aux perles pourpres », et lui « le Page au Divin Jade » (voir supra Récit-cadre - Étape III). La sœurette Lin est ainsi venu en ce monde pour aimer en silence, et, par cette souffrance, payer « sa dette » envers celui qui avait tant pris soin d’elle dans leur existence antérieure.

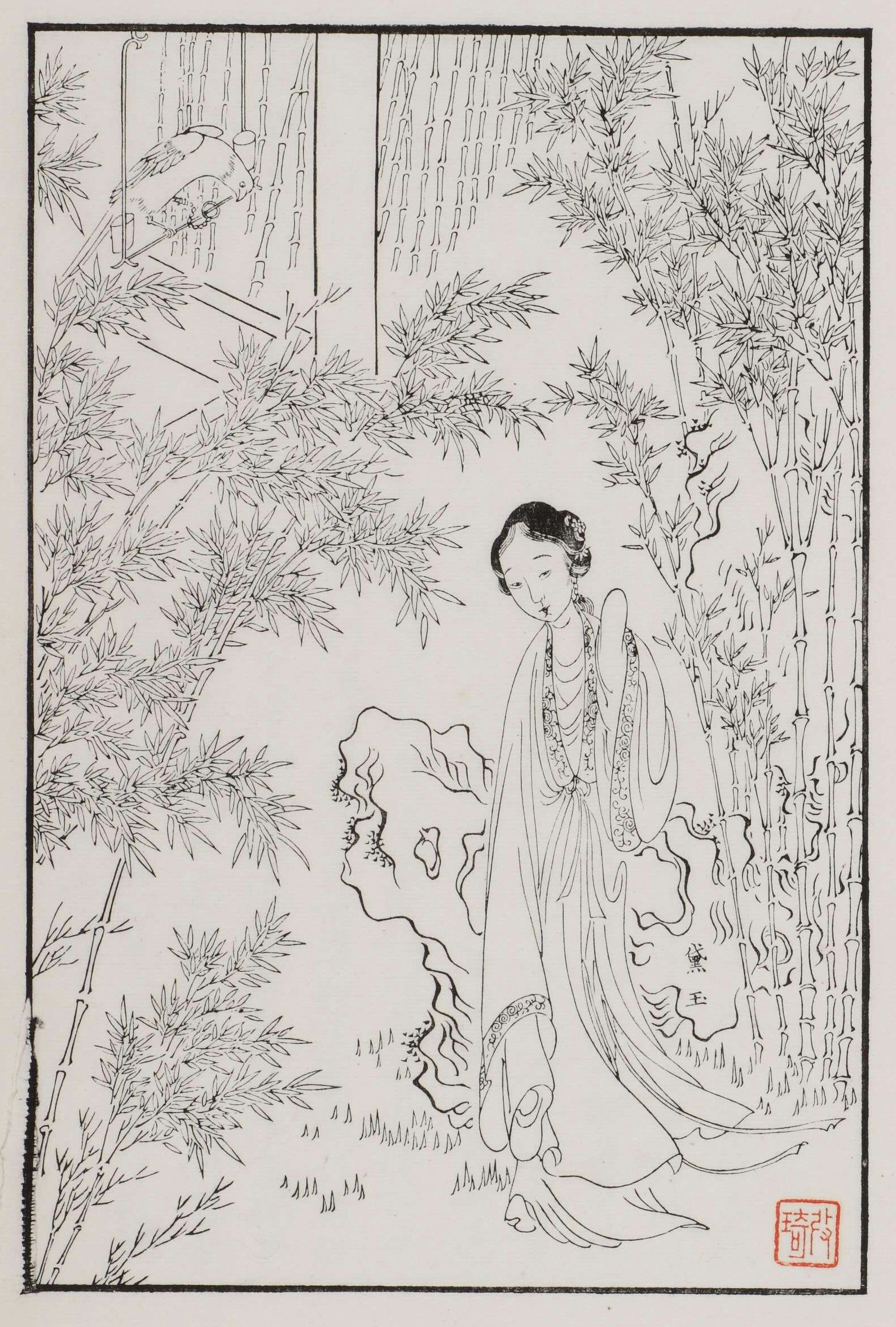
Gravure de Lin Daiyu par Gai Qi.

Souffrant d’une maladie respiratoire, la sœurette Lin est de santé très délicate. Elle est extrêmement belle, quoique d'apparence fragile. Émotionnellement fragile également, l’amour même qu’elle vit en secret pour Baoyu la porte à des crises de jalousie, notamment à l'égard de Grande Sœur Joyau, elle aussi cousine de Baoyu mais du côté maternel. Dans cette jalousie, elle est capable de remarques cinglantes mais, en fin de compte, c’est encore elle qui en souffre le plus et qui en est le plus atteinte, ce qui se traduit chez elle par des larmes très fréquentes, larmes toujours silencieuses.
Sa relation avec Baoyu oscille sans cesse entre espiègle enjouement et soudaines crispations, où tous les deux soudain se chamaillent… tout en s’aimant. Les crises de la sœurette Lin jettent le frérot Jade dans le désarroi, et il fond en larmes en la voyant pleurer ou quand elle fait mine de le bouder. Dans son cœur, il disait à la Sœurette Lin, sans pouvoir l’articuler : « À mes yeux et au fond de mon cœur, il n’y a place que pour toi… À tout instant, je te porte au fond de mon cœur » ; et la Sœurette, dans son cœur, lui disait, sans pouvoir le lui exprimer : « Tout ce qui t’est bon l’est naturellement pour moi »… Et elle sentait, au fond de son cœur, se formuler des myriades de paroles sans qu’un seul mot pût lui sortir des lèvres. » (Récit XXIX). À l'approche de sa fin, elle sera saisie d'une crainte obsessionnelle et secrète de n'être pas destinée, par la famille, à épouser le frérot Jade et fera, dans cette obsession un terrible et mémorable cauchemar (Récit LXXXII. D’une immense sensibilité, la sœurette Lin est une poétesse très douée et une musicienne accomplie. À la fois fière, douce et comme écorchée vive, elle est finalement une véritable figure tragique : seule la mort, prématurément venue, viendra enfin apaiser ses tourments.
Avant la création du Parc aux Sites grandioses, la sœurette Lin, comme Baoyu, loge dans les appartements de la Vénérable Douairière au palais de la Gloire de l’État. Une fois le Parc aménagé, la résidence personnelle de la sœurette Lin, avec sa domesticité, y sera le Chalet des Deux Rivières.
Xue Baochai
薛寶釵 / 薛宝钗, Xuē Bǎochāi, « Xue Merveilleuse Épingle de Coiffure », récit IV). Toujours désignée sous le nom de Grande Sœur Joyau. Fille de feu seigneur Xue, Grand Secrétaire et Fournisseur Impérial, et de la Tante Xue, née Wang, Grande Sœur Joyau est issue d’une famille de Jinling (les Xue) « où le goût des livres se transmet de génération en génération ». Sœur cadette de Xue Dragon lové, elle est nièce de la Seconde Dame (sœur aînée de Tante Xue), cousine paternelle de Grande Sœur Phénix et cousine maternelle du frérot Jade, à qui elle sera plus tard destinée en mariage. Son tempérament est l’antithèse de celui de la sœurette Lin.
Extrêmement belle et gracieuse comme celle-ci, Grande Sœur Joyau est cependant on ne peut plus équilibrée et raisonnable. Toujours de bon conseil, mesurée en toute chose, pleine de tact, elle est le véritable parangon de la jeune fille idéale de la noblesse chinoise. Très intelligente, toujours réservée, respectueuse des règles de la bienséance, Grande Sœur Joyau n’étale jamais l'étendue de sa vaste culture : maîtrisant les textes classiques, experte dans la calligraphie des caractères, elle est excellente poétesse et brillera au sein du « Cénacle du Pommier à Bouquets », le cercle poétique qui réunit Baoyu et quelques-unes des « Belles de Jinling ».
Sobre en tout, elle évite dans son intérieur la décoration luxueuse, ce que regrette la Vénérable Aïeule Douairière pour qui « une telle sobriété est une infraction aux convenances » chez une Demoiselle de haut rang. Grande Sœur Joyau sait être d’une suprême élégance vestimentaire tout en portant les vêtements les plus simples. Elle porte toujours un même collier, où pend un cadenas d’or, dit « de sauvegarde et de maintenance vitale », gravé d’inscriptions jadis prononcées par un moine bouddhiste pour la guérir d’une grave maladie dans son enfance. Or il se trouve que ce cadenas d’or et le fameux abraxas de jade que Baoyu porte toujours en sautoir sur sa poitrine présentent, tous les deux, des inscriptions parfaitement complémentaires... Signe que, malgré l’inclination constante de Baoyu pour la sœurette Lin, il sera, après la mort de celle-ci, mystérieusement prédestiné au mariage avec Grande Sœur Joyau.
À leur arrivée de Jinling, Tante Xue, son fils Xue Dragon lové, et sa fille Grande Sœur Joyau résident dans la Cour aux Herbes odorantes, au palais de la Gloire de l’État. Une fois créé le Parc aux Sites grandioses, la résidence personnelle de Grande Sœur Joyau, avec sa domesticité, y sera la Cour des Herbes odorantes.
Jia Yuanchun
(贾元春 / 賈元春, Jiǎ Yuánchūn, « Jia Printemps initial », récit II). Demoiselle Printemps Première-née. Fille aînée de Jia le Politique et de la Seconde Dame, née Wang, sœur cadette de feu Jia la Perle, sœur de Baoyu, demi-sœur de la Demoiselle Printemps Tierce-née et de Jia Anneau de Jade, et petite-fille de la Vénérable Aïeule Douairière. Au Palais de la Gloire de l’État, elle est appelée « la Grande Demoiselle ». Sœur aînée de Baoyu, elle a toujours particulièrement chéri ce jeune frère plus jeune qu’elle d’une dizaine d’années. D’une culture parfaite, experte en littérature et calligraphie chinoises, elle a, avant le début du roman, déjà quitté le palais ducal pour résider en permanence à la Cour impériale, avec le titre officiel de Docte Demoiselle, où elle est Instructrice du Harem impérial, après avoir été, au départ, dame de compagnie d'une des princesses impériales. Elle devient rapidement « Présidente des Études de la Salle des Belles-Lettres du Harem impérial » et est promue « Honorable Compagne de Sagesse vertueuse » (贤德妃 / 賢德妃, xiándé fēi) par décret impérial, l'Empereur ayant été personnellement impressionné par sa vertu et sa science. Parlant d’elle, l’on dit « l’Honorable Compagne ».
Son éminente position marque l'apogée de la puissance ducale des Jia. Cependant, malgré ce faste, elle se sent parfois trop confinée à la Cour ; aussi, est-ce avec grande joie qu’elle pourra effectuer une mémorable visite officielle de quatre jours au palais paternel de la Gloire de l’État (Récit XVIII). Jusque là les Compagnes impériales ne pouvaient jamais quitter la Cour, mais l’Empereur régnant, s’étant un jour demandé comment, à la longue, ces hautes dames « pourraient ne pas regretter les parents dont elles durent se séparer », venait de rendre un décret qui les autorise, une fois par an, à rendre visite à leurs familles, à condition que celles-ci, avec la plus stricte étiquette, « soient capables de loger la Compagne impériale, son cortège et sa garde » (Récit XVI).
C’est en prévision de cette extraordinaire visite, de quatre jours, de l’Honorable Compagne dans sa famille, que la famille ducale décide, pour la recevoir avec le plus de faste possible, de créer le splendide Parc aux Sites grandioses, qui est la fusion des jardins mitoyens et respectifs des deux palais de la Paix de l’État et de la Gloire de l’État, parc qui deviendra par la suite la résidence permanente des jeunes filles du gynécée ducal ainsi que de Baoyu.
Jia Yingchun
(贾迎春 / 賈迎春, Jiǎ Yíngchūn, « Jia Accueil au Printemps », récit II). Demoiselle Printemps Deuxième-née. Fille cadette de Jia le Clément, duc de la Gloire de l’État, et d’une concubine (décédée avant le début du roman), fille-de-droit de la Première Dame, demi-sœur de Jia Vase de Jade à Millet et de Jia Jade d’Oblation, belle-sœur de Grande Sœur Phénix, cousines des trois autres Demoiselles Printemps et de Baoyu, future épouse de Sun Continuateur des Aïeux.
Jeune fille au bon cœur, la Deuxième-née est très douce et très velléitaire : elle a pour principe de se montrer effacée, distante par rapport aux événements qui se produisent autour d’elle. Sa mère-de-droit, la Première Dame, lui reprochera (« affaire des tripots secrets », Récit LXXIII) de se laisser marcher sur les pieds et de ne pas savoir « faire usage de sa qualité et de son autorité de Demoiselle » ducale, et d’avoir « le cœur timide et l’épiderme si sensible ». La Deuxième-née veut à tout prix fuir les complications, et ainsi se les crée involontairement. Elle préfère abandonner son petit phénix d’or à qui le lui a volé plutôt que de sévir une seule fois (« affaire du phénix d’or dérobé », Récit LXXIII).
Bien que belle et de culture raffinée, elle est, du point de vue du tempérament, aux antipodes de la Demoiselle Printemps Tierce-née, sa cousine, « la terrible Demoiselle ». S’avouant elle-même ingénument inapte à écrire des poèmes (tout comme la Quarte-née et la veuve Li), la Deuxième-née fera néanmoins partie du « Cénacle du Pommier à Bouquets », le cénacle poétique inter-familial, en tant que sa vice-présidente, ayant pour tâche « de choisir le sujet des poèmes et d’en déterminer les rimes ». Elle fera finalement, par décision unilatérale de son père Jia le Clément, un mariage très malheureux avec le jeune Sun Continuateur des Ancêtres, haut gradé de la Gendarmerie métropolitaine, ce qui chagrinera beaucoup le frérot Jade, extrêmement sensible aux peines d'autrui et par empathie avec sa cousine.
Avant la création du Parc aux Sites grandioses, la Demoiselle Printemps Deuxième-née, avec ses deux cousines la Tierce et la Quarte-née, habite le Pavillon Absidal, au palais de la Gloire de l’État. Une fois le Parc aménagé, la résidence personnelle de la Deuxième-née, avec sa domesticité, sera l’Îlot aux Cornioles pourpres.
Jia Tanchun
贾探春 / 賈探春, Jiǎ Tànchūn, « Jia Désir du Printemps », récit II). Demoiselle Printemps Tierce-née. Fille de Jia le Politique et de la concubine Zhao, fille-de-droit de la Seconde Dame, sœur de Jia Annau de Jade, demi-sœur de Baoyu et de la Demoiselle Printemps Première-née, cousine de la Deuxième-née, cousine au 3e degré de la Quarte-née. La Demoiselle Printemps Tierce-née est toujours aux côtés de la Seconde Dame (sa mère-de-droit) dans les réunions familiales, ou lui donne le bras quand l’Aïeule Douairière entraîne son monde dans des promenades très animées au Parc aux Sites grandioses.
Belle et charmante à la fois, très taquine, la Demoiselle Printemps Tierce-née révélera soudainement son véritable caractère, presque aussi direct et autoritaire que celui de Grande Sœur Phénix, mais toujours pour débusquer la ruse et pour défendre le strict droit. La concubine Zhao, pourtant sa mère naturelle, et la domesticité l’apprendront à leurs dépens (affaire des frais abusifs de funérailles du frère de la concubine Zhao (Récit LV). La si « douce » Demoiselle « ne le cède non plus en rien à Grande Sœur Phénix quant à la netteté du jugement et à la finesse d’esprit ». Grande Sœur Phénix éprouve elle-même, secrètement, "« une certaine crainte »" face à la Tierce-née, aussi séduisante qu’imprévisible. Tout cela se révélera soudain quand, à l’occasion d’une grave maladie de Grande Sœur Phénix, la Demoiselle Printemps Tierce-née, avec la veuve Li sera chargée de l’intérim pour régler les problèmes d’intendance au palais de la Gloire. Cela lui vaudra e surnom de « rose », sa beauté n’allant pas sans épines... Cao Xueqin, à trois reprises (Récits LXXIII et LXXIV), l’appelle « la redoutable jeune fille ».
Excellente poétesse, la Tierce-née est l’un des quatre piliers du « Cénacle du Pommier à Bouquets » (le cercle poétique inter-familial), avec Grande Sœur Joyau, la sœurette Lin et le frérot Jade, son aîné. Elle voue à ce dernier un immense amour fraternel, dont témoigne une admirable lettre qu’elle lui écrit (Récit XXVII) : « J’eus la malchance de tomber malade. Tu t’es donné la peine, ces derniers jours, de venir en personne me réconforter, ou m’envoyer tes soubrettes prendre de mes nouvelles (…). Si tu me fais la grâce de fouler de tes pieds la neige vers mon enclos, je me ferai un devoir de balayer mon sentier, pour t’attendre ». C’est d’ailleurs dans cette lettre que la Tierce-née suggère la création du cénacle poétique, qui va ainsi naître de son idée, dans l’enthousiasme juvénile, et réunir les jeunes gens de la famille ducale capables d’écrire des vers.
Avant la création du Parc aux Sites grandioses, la Demoiselle Printemps Tierce-née réside au Pavillon Absidal du palais de la Gloire de l’État, avec ses cousines Printemps Deuxième et Quart-nées. Une fois le Parc créé, sa résidence personnelle, avec sa domesticité, y sera le Cabinet des Fraîcheurs automnales.
Jia Xichun
(贾惜春 / 賈惜春, Jiǎ Xīchūn, « Jia Regret du Printemps », récit II). Demoiselle Printemps Quarte-née. Fille cadette de Jia le Déférent, sœur cadette de Jia Joyau de Jade, duc de la Paix de l’État, belle-sœur de la Jeune Dame You, tante de Jia l’Hibiscus (mais plus jeune encore que lui), petite-nièce de la vénérable Douairière, cousine au 3e degré de Baoyu et des trois autres Demoiselles Printemps. Quoique issue des Jia du palais ducal de la Paix de l’État, elle a été dès sa prime enfance élevée dans le palais voisin, le palais de la Gloire de l’État. Elle y réside donc en permanence et est inséparable de ses cousins et cousines de ce palais, où la Vénérable Douairière la considère comme sa propre petite-fille. Elle compte parmi les plus jeunes descendants de la famille ducale.
Adolescente de 13 ou 14 ans, la Demoiselle Printemps Quarte-née a un joli minois encore quasi enfantin. Bien que souvent mentionnée, elle est plutôt effacée durant une grande partie du roman. Mais au Récit LXXXIV, elle surgit au premier plan et se révèle. C’est un caractère très entier, sous une discrétion apparente qui trompe. Un peu comme la moniale Jade mystique, elle a horreur de toute souillure qui viendrait atteindre sa personne ou sa maisonnée dans le Parc aux Sites grandioses, et de tout scandale qui pourrait ternir sa réputation. Quand elle découvre que dans sa propre résidence sa camériste, Conservatrice des Tableaux, cache, sans lui en avoir demandé la permission préalable, des cadeaux de valeur offerts par Jia Joyau de Jade et la Jeune Dame You à son frère aîné, serviteur au palais de la Paix de l’État, la Quarte-Née sera intraitable et chassera sa camériste malgré toutes les supplications de celle-ci et les conseils de modération de la Jeune Dame You. Par ailleurs, elle se révèle pratiquante d’un bouddhisme un peu trop intransigeant, ce que lui reprochera également la Jeune Dame You, sa belle-sœur, avec laquelle elle finit par se brouiller.
Mais la Quarte-née a aussi ses charmes. Non douée pour écrire des vers, comme Baoyu et certaines de ses cousines, elle est quand même membre du « Cénacle du Pommier à Bouquets », le cercle poétique inter-familial, où elle a pour tâche « de surveiller le travail des concurrents et de mettre leurs brouillons au net ». Elle est, par contre, peintre de talent ; aussi est-ce naturellement à elle que la Vénérable Douairière confie la mission de peindre, en un grand tableau, la perspective complète du Parc aux Sites grandioses, en y faisant figurer tous les pavillons ainsi que, en miniatures reconnaissables, les principaux membres de la famille ducale. Pour cette immense tâche, la jeune fille obtient du cénacle poétique un congé sabbatique d’un an.
Avant la création du Parc aux Sites grandioses, la Demoiselle Printemps Quarte-née habite, avec ses cousines la Deuxième et la Tierce-nées, le Pavillon Absidal de trois travées, au palais de la Gloire de l’État. Une fois le Parc aménagé, sa résidence personnelle sera le Pavillon aux Senteurs de Rhizomes de Lotus. On lui attribuera, également dans le Parc, la Chaumière aux Parfums tièdes, tout près de sa résidence et encore plus vaste, pour lui servir d’atelier de peinture.
Wang Xifeng (en)
(王熙凤 / 王熙鳳, Wáng Xīfèng, « Wang Phénix triomphal », récit III). Le plus souvent appelée Grande Sœur Phénix. Fille du comte Wang, frère aîné de la Seconde Dame (née Wang), sœur cadette de Wang l’Humanitaire, épouse de Jia Vase de Jade à Millet, mère de Grande Sœur Opportune, bru de Jia le Clément, duc de la Gloire de l’État, nièce de la Seconde Dame, de la Tante Xue, de Wang l’Exalté et de Wang le Gagnant, cousine de Baoyu, de Grande Sœur Joyau, de Xue Dragon lové et des Demoiselles Printemps. La Vénérable Douairière, parlant d’elle, dit souvent « cette petite Phénix ». Les membres de la famille ducale, s’adressant à la domesticité pour parler d’elle, et la domesticité elle-même, l’appellent « la Deuxième Jeune Dame ».
Après Baoyu, le héros du roman, Grande Sœur Phénix en est certainement le personnage le plus marquant. Elle est en quelque sorte l’enfant terrible de la famille ducale. Belle, séduisante, insinuante et convaincante à la fois, femme fatale, elle est d’un bagout époustouflant. Quand elle veut charmer et amuser son monde, dans les réunions familiales intimes ou les grands festins, elle est d’une rouerie et d’une verve impayables, d’une insolence parfois provocatrice, qui fait étouffer de fou rire tous les assistants, à commencer par l’Aïeule Douairière qui s’écrie alors souvent, en reprenant son souffle : « Il n’y aura donc personne pour aller m’écraser le museau de cette petite Phénix ! ».
Mais encore, Grande Sœur Phénix est une femme très intelligente, intuitive, qui devine les intentions, bonnes ou mauvaises, avant qu’elles ne se révèlent et sait mesurer d’avance leurs conséquences, soit pour les encourager, soit pour les réprimer. Portant le titre officiel de « Deuxième Jeune Dame » (la Première étant la veuve Li), Grande Sœur Phénix est une femme de tête dont tout le monde redoute l’autorité. Sincèrement soumise à l’Aïeule Douairière, nièce de la Seconde Dame, elle est leur providentiel bras droit (et implicitement aussi celui du duc et de Jia le Politique) pour tout ce qui concerne, au palais de la Gloire de l’État, les finances, la bonne intendance et la discipline de la domesticité. Quand, dans le palais voisin de la Paix de l’État, la domesticité se relâche et commence à avoir tendance à n’en faire qu’à sa tête, le duc, Jia Joyau de Jade, n’aura qu’un seul recours pour y remédier : implorer l’Aïeule Douairière de lui prêter, pour une période, Grande Sœur Phénix afin que celle-ci vienne recadrer et réorganiser la domesticité (Récit XIII). Grande Sœur Phénix acceptera volontiers de rendre ce service et perdra à cœur cette tâche temporaire, se rendant dès l’aube dans le palais voisin, jusqu’à midi : elle y recadrera très vite toute le monde, tant la domesticité la craint d’avance, et y réorganisera avec précision la stricte tâche de chacun.
Elle n’hésite pas à châtier corporellement les incartades, pour l’exemple. Elle ordonnera à l’intendant Lai le Promu, concernant une commère juste coupable de retard au réveil : « Qu’on l’emmène, et qu’on lui administre vingt coups de trique », non sans d’abord expliquer, très posément, à la retardataire : « J’avais bien l’intention de vous pardonner. Mais si, pour une première faute, je me montre indulgente, il me deviendra difficile de sévir contre une seconde coupable. Je ferai donc mieux d’en venir immédiatement aux sanctions » (Récit XIV). Elle n’hésite pas « officieusement » à se livrer à toute sorte de prêts, mais à brève échéance, sur les nombreux capitaux qui transitent entre ses mains, en principe toujours dans l’intérêt de la maison ducale… Par exemple, lorsqu’elle reçoit de l’intendance des finances la mensualité à verser à la domesticité, elle en fait d’abord « travailler » la somme en externe durant quelques jours, en récolte des intérêts à taux élevés qu’elle verse à la trésorerie ducale, puis, une fois le capital de nouveau disponible, fait enfin procéder à la paye des innombrables domestiques.
Épouse de Jia Vase de Jade à Millet, Grande Sœur Phénix est d’une jalousie de tigresse face aux infidélités extra-conjugales de son « petit monsieur », tromperies sordides qu’il commet avec de jolies femmes de la basse domesticité du palais, une fois avec la complicité d’une des soubrettes de son épouse, ce qui mettra celle-ci dans une rage folle, au cours de l’une des scènes les plus dramatiques du roman, Jia Vase de Jade à Millet, hors de lui, la poursuivant, criant qu’il veut « l’égorger », jusqu’aux pieds de la vénérable Aïeule (Récits XXI et XLIV).
La résidence permanente de Grande Sœur Phénix, avec son mari et leur domesticité, est située dans les ailes sud-ouest du palais de la Gloire de l’État.
Li Wan
李纨 / 李紈, Lǐ Wán, « Li Soie blanche », récit IV). La veuve Li. Fille de Li Fidèle au Juste Milieu, épouse de feu Jia la Perle (décédé vers l’âge de vingt ans avant le début du roman), mère du petit Jia l’Iris, bru de Jia le Politique et de la Seconde Dame, belle-sœur de Baoyu et des Cousines Printemps Première-née et Tierce-née, cousine de la Seconde et de la Quarte-née, ainsi que de Li Soie à Veines et de Li Soie à Fleurs. Parlant d’elle, la domesticité l’appelle toujours « la Première Jeune Dame ».
Jeune dame d’une grande douceur, extrêmement bonne et aimable avec tous, sa principale occupation est l’éducation de son fils, Jia l'Iris, et à veiller gentiment sur toutes les demoiselles du gynécée. Âgée d’environ vingt-deux ans, acceptant paisiblement son veuvage, sans désirs particuliers, elle correspond à l'idéal confucéen de la veuve très sage. « Privée d’époux dans le printemps de son âge, cette veuve Li, dans l’abondance des riches nourritures et le luxe des brocarts, conservait une parfaite indifférence, sans se soucier de rien d’autre que du pieux service qu’elle devait à ses beaux-parents et de l’éducation de son fils. » (Récit IV). La Vénérable Aïeule Douairière et la Seconde Dame, sa belle-mère, sont pleines d’affectueux respect pour la veuve Li, « pour sa sagacité et la parfaite chasteté avec laquelle elle supportait, si jeune encore, les rigueurs de la viduité » (Récit XLIX). La domesticité elle-même reconnaît son « inlassable indulgence » et qu’elle est « plus miséricordieuse qu’un bodhisattva » (Récit LV). Quand Grande Sœur Phénix tombera gravement malade durant quelques mois et ne pourra plus assurer son rôle de surveillance sur l’ensemble de la vie interne du palais de la Gloire de l’État, la Seconde Dame en confiera l’intérim à la veuve Li ; vu sa légendaire indulgence, craignant qu’elle ne puisse contrôler seule les activités de la domesticité, elle lui adjoindra dans cette tâche la Demoiselle Printemps Troisième-née (Récit LV).
La veuve Li est également la marraine, pour ainsi dire, du Cénacle du Pommier à Bouquets, le cercle poétique formé par les jeunes gens de la famille ducale. Ne sachant elle-même faire des vers, elle en règle cependant les statuts et en assure, toujours très conviviale, l’organisation et le sage arbitrage, sous le pseudonyme de « Vieux Laboureur du Village aux arômes de Riz ».
Avant la création du Parc aux Sites grandioses, la veuve Li et le petit Jia l’Iris habitent le Pavillon Absidal de trois travées, au palais de la Gloire de l’État, avec les trois Demoiselles Printemps. Une fois le Parc aménagé, sa résidence personnelle, avec la domesticité attachée à son service, sera l’enclos appelé Village aux arômes de Riz.
Qin Keqing
(秦可卿, Qín Kěqīng, « Qin Digne de Déférence », récit V). Communément appelée Jeune Dame Qin. Fille d’adoption de Qin Œuvre d’État, secrétaire au ministère impérial des Travaux publics, sœur d’adoption de Qin Cloche d’Or, épouse de Jia l’Hibiscus, bru de Jia Joyau de Jade, duc de la Paix de l’État, et de la Jeune Dame You, nièce par alliance de Baoyu. D’« une élégance naturelle »" et d’une"« exquise délicatesse », elle fait preuve de douceur et d’aménité dans tous ses actes. Elle est la préférée parmi les femmes des petits-fils de la vénérable Aïeule (Récit V).
C’est naturellement à elle que l’Aïeule confie donc Baoyu lorsqu’il a un coup de fatigue, durant une matinée de visite au palais voisin de la Paix de l’État (Récit VI). La Jeune Dame Qin veillera alors affectueusement sur l’adolescent jusqu’à ce qu’il s’endorme, dans une chambre de ses appartements intérieurs. C’est là qu’aura lieu le fameux rêve de Baoyu, rêve à la fois érotique et initiatique, qui est l’une des scènes cruciales du roman. Le plus étrange et le plus troublant, c’est qu’au cours de ce fameux rêve, le personnage divin de l’Immortelle veillant aux Mirage apparaîtra à l’adolescent, mystérieusement, sous les traits mêmes de la Jeune Dame Qin... Et au sommet de ce rêve initiatique/érotique, s’éveillant brusquement, « la sueur qui coulait sur sa peau l’inondant comme une pluie », il appellera la Jeune Dame Qin, en criant « à perdre la voix », par l‘intime nom de lait de celle-ci, « Digne de Déférence », nom qu’il n’était pas censé connaître, et que personne dans le palais ne connaissait : « Digne de Déférence ! Au secours ! ». Or, durant ce rêve, « Digne de Déférence » a aussi été le nom de la splendide petite sœur de l’Immortelle veillant aux Mirages, avec laquelle il est initié à l’amour physique. N’ayant jamais entendu prononcer ce nom, comment a-t-il pu ainsi le crier en se réveillant en sursaut ? La Jeune Dame Qin, depuis la véranda, entendant ce cri de Baoyu, sursaute et se demande : « Mon nom de lait n’est, ici, connu de personne. Comment se fait-il que ce garçon l’ait appris, et clamé en rêve ? »
La mort naturelle et précoce de la Jeune Dame Qin ajoute encore à son mystère. Elle disparaît ainsi très vite du roman (Récit XVI), non sans être apparue à Grande Sœur Phénix dans un rêve nocturne prémonitoire durant lequel elle avertit cette dernière d’un futur « temps de déclin » de la puissance des Jia, l’exhortant à y parer par une prévoyante et sage gestion des immenses possessions de la famille ducale. Grande Sœur Phénix se réveille en sursaut de ce rêve, en entendant frapper quatre coups de gong répétés, dans la nuit, signal d’un décès. Des cris de désolation éclatent bientôt dans le palais de la Gloire, annonçant que la Jeune Dame Qin vient de mourir. Elle aura des funérailles traditionnelles extraordinaires (Récit XIV). Jia Joyau de Jade, duc de la Paix, comme « changé en statue de larmes », dira : « La bru que j’avais là valait dix fois mieux que mon fils. »
La résidence de la Jeune Dame Qin et de son époux Jia l’Hibiscus, avec leur domesticité, se situe dans les appartements intérieurs du Palais de la Paix de l’État.
Shi Xiangyun
(史湘云 / 史湘雲, Shǐ Xiāngyún, « Shi Brume de Rivière », récit XX). Petite-nièce de la Vénérable Aïeule Douairière, nièce de Shi Chaudron tripode, marquis de la Paisible Loyauté, petite-cousine de Baoyu et des quatre Demoiselles Printemps. C’est l’un des jeunes personnages les plus endiablés et les plus espiègles du roman. Elle est taquine, volontiers farceuse, a toujours le mot pour rire, et souvent chipe un objet pour faire enrager son propriétaire, avant de le lui rendre ensuite avec une grâce désarmante.
Sous cette apparence légère, Shi Brume de Rivière est en réalité une personne à la sensibilité vive, facile à se froisser mais également facile à se consoler. Elle se révélera être très bonne poétesse et sera l’un des quatre piliers du Cénacle du Pommier à Bouquets, le cercle poétique familial, à l’instar de Baoyu, de la sœurette Lin, de Demoiselle Printemps Tierce-née et de Grande Sœur Joyau.
Au début du roman, Shi Brume de Rivière habite dans l’une des résidences des Shi dans la Capitale, en compagnie de son oncle, Shi Chaudron tripode, marquis de la Paisible Loyauté. Mais la Vénérable Douairière, sa grand-tante, la fait venir souvent résider quelques semaines au palais de la Gloire de l’État. Quand Shi Chaudron tripode est nommé par la Cour impériale à un haut poste en province, l’Aïeule Douairière en profite pour retenir Shi Brume de Rivière au palais de la Gloire, lui demandant de ne plus quitter ses cousins et cousines de la famille ducale (Récit XLIX). Elle habitera dès lors, à sa demande, dans la Cour des Herbes odorantes, la résidence de Grande Sœur Joyau, dans le Parc aux Sites grandioses.
Xiangling
香菱, Xiāng Líng, « Parfum de Corniole », récits I et VII). Fille unique de Zhen Shiyin (甄士隐 / 甄士隱, zhēn shì yǐn, « Zhen Ombrage de Clerc ») et de son épouse, née Feng. Toute petite, elle est enlevée par un voleur d'enfants, au début du roman (Récit I), puis, adolescente, finit par être achetée, comme « petite épouse » (concubine) par le jeune Xue Dragon lové, après un litige judiciaire qui comportera même un meurtre (Récit IV). C’est Dragon lové qui lui attribue son nouveau nom, « Parfum de Corniole », en l’intégrant dans la famille seigneuriale des Xue.
Quand Dragon lové, sa cadette Grande Sœur Joyau et leur mère, Tante Xue (née Wang et sœur de la Seconde Dame) arrivent de Jinling et viennent au palais de la Gloire de l’État, la « petite épouse » Parfum de Corniole les accompagne.
D’origine humble, Parfum de Corniole est belle comme le jour et toujours pleine de douceur et de discrétion. Quand Xue Dragon lové entreprendra plus tard sa tournée en province pour inspecter les ressources et les biens de sa famille, elle n’aspirera à rien d’autre qu’à tranquillement s’instruire, se mettant à l’apprentissage des caractères et de la belle écriture, sans bruit et sans ridicule. Bientôt elle se passionne de poésie et se hasarde à composer elle-même des vers. Elle reste ingénue et sans rancune quand des soubrettes du palais de la Gloire, observant ses études d’un œil goguenard, pouffent de rire en se moquant d’elle. Les membres du cercle poétique de la famille ducale, notamment Grande Sœur Joyau, sa « belle-sœur », prennent sa défense et l’encouragent, la guidant avec beaucoup de tact dans ses études.
À son arrivée de Jinling, Parfum de Corniole réside, avec Xue Dragon lové, Grande Sœur Joyau et la Tante Xue dans la Cour aux Parfums de Poiriers, dans les ailes sud-est du palais de la Gloire de l’État (Récit IV). Quand Xue Dragon lové s’absentera durablement pour sa tournée d’affaires en province, la Tante Xue autorise Parfum de Corniole à habiter dans la Cour des Herbes odorantes, résidence de Grande Sœur Joyau dans le Parc aux Sites grandioses (Récit XLVIII).
Miaoyu
(妙玉, Miàoyù, « Jade mystique », récit XVII). Quoique très jeune encore, elle sera prieure du Couvent enclos de Verdure, dans le Parc aux Sites grandioses, entre les deux palais ducaux des Jia. Elle appartient à une famille mandarinale de Suzhou. Constamment malade dans son enfance, elle ne guérit qu’après s’être fait moniale en prenant le nom de « Jade mystique. Âgée de 18 ans au début du roman, devenue orpheline de père et de mère, quoique moniale elle conserve sa chevelure.
Très belle, parfaitement savante en lecture des textes et en écriture des caractères, elle est cependant d’un tempérament un peu distant et hautain. Elle vit d’abord dans un moutier bouddhiste « en dehors de la porte de l’ouest de la Capitale. Quand la famille ducale voudra installer, dans son palais même de la Gloire de l’État, une communauté de jeunes moniales bouddhistes, elle envoie un billet d’invitation à Jade mystique pour qu’elle vienne la présider. C’est ainsi qu’elle aura pour résidence, avec cette communauté, la résidence appelée « Couvent enclos de Verdure », l’un des fastueux pavillons du Parc aux Sites grandioses, à l’est de la résidence de Baoyu (Récit XVII).
Lors de la fameuse tournée de la vénérable Aïeule Douairière dans le Parc pour en visiter tous les pavillons, résidences de ses petits-enfants, venant à visiter le Couvent enclos de Verdure, Jade mystique ne se montrera pas, une fois le thé pris, très empressée pour y retenir longtemps sa prestigieuse visiteuse... alors qu’elle réside, elle et sa communauté, dans l'une des propriétés ducales, où la vénérable Douairière est partout maîtresse de tous. À cette occasion, Baoyu reprochera aussi à Jade mystique, bien que très gentiment, de se déclarer « souillée » parce que la vieille paysanne Mémé Liu, amenée là en promenade par la vénérable Douairière, a bu le thé dans une belle tasse du couvent, raison pour laquelle Jade mystique veut faire jeter cette tasse. Baoyu lui suggérera alors de l’offrir tout simplement, plutôt que de la jeter, à Mémé Liu, qui pourrait au moins en tirer un bon prix si elle la vendait (Récit XLI).

### Autres personnages importants

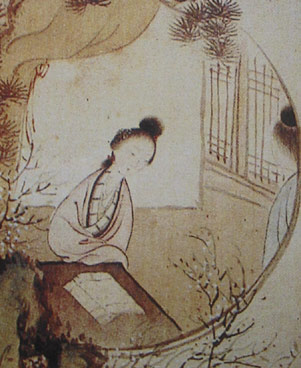
Scène du roman, peinte par Xu Baozhuan.

- Jia mu (賈母 / 贾母, Jiǎmǔ, « L'Aïeule Jia », récit II[N 1]), très vénérable Douairière de la famille des Jia ; sa parole est respectée par tous. Elle aime s'amuser et organiser des beuveries. Elle chérit ses petits-enfants et tout particulièrement Jia Baoyu, qu'elle protège de son père.
- Jia She (贾赦, Jiǎ Shè, Wade : Chia Sheh, « Jia le Clément », récit II[N 1]).
- Jia Zheng (贾政 / 賈政, Jiǎ Zhèng, Wade : Chia Cheng, « Jia le Politique », récit II[N 1]).
- Jia Lian (贾琏 / 賈璉, Jiǎ Lián, Wade : Chia Lien, « Jia Vase de Jade à Millet », récit II[N 1]).
- Ping'er (平兒 / 平儿, Píng Er, « Petite Quiète », récit VI[N 1]), camériste de Wang Xifeng.
- Xue Pan (薛蟠, Xuē Pán, Wade : Hsueh Pan, « Xue Dragon Lové », récit III[N 1]), adolescent arrogant originaire de Jinling, il passe ses journées à boire, jouer, fréquenter les lieux interlopes de la ville, confiant les affaires sérieuses à ses commis. Au début du roman, il se rend à la capitale, à son plus grand plaisir, pour présenter la candidature de sa sœur à la fonction de compagne d'étude d'une princesse impériale. Il s'entiche de nombreux jeunes garçons qu'il protège en l'échange de faveurs.
- Granny Liu (刘姥姥 / 劉姥姥, Liú Lǎolao, « Vieille mémé Liu », récit VI[N 1]), belle-mère de Wang le Roquet, grand-mère de Petite Planche et de Petite Verte. Âgée de plus de 80 ans, elle est une lointaine parente de la famille des Jia. Sa propre famille étant dans le besoin, elle argue de cette parenté pour profiter des largesses de la famille des Jia.
- Dame Wang (王夫人, Wáng Fūren, « Dame Wang », récit II[N 1]).
- Tante Xue (薛姨妈 / 薛姨媽, Xuē Yímā, « Tante Xue », récit III[N 1]), âgée d'une quarantaine d'années, elle est déjà veuve au début du roman. Elle fait partie d'une très riche famille de Jinling.
- Hua Xiren (花袭人 / 花襲人, Huā Xírén, « Bouffée de Parfum », récit III[N 1]), anciennement nommée Perle de Pollen (花珍珠, Huā Zhēnzhū, « Fleur Perle »), elle était attachée au service de l'Aïeule jusqu'à ce que cette dernière la donne à Jia Baoyu, dont elle devient la camériste. Âgée de deux ans de plus que lui, elle en est très proche.
- Qingwen (晴雯, Qíngwén, « Nuée d'Azur », récit V[N 1]), soubrette attachée au service de Jia Baoyu.
- Yuanyang (鸳鸯, Yuānyang, « Couple de Sarcelles », récit XXIV[N 1]), fille de Jin l’Éclat, sœur cadette de Jin Envol littéraire, elle est la camériste de l'Aïeule.
- Mingyan (茗烟 / 茗煙, Míngyān, « Vapeur de Thé », récit IX[N 1]), ancien nom de Fumet de Thé (焙茗, Bèimíng), petit valet favori de Jia Baoyu.
- Zijuan (紫鹃 / 紫鵑, Zǐjuān, Wade : Tzu-chuan, « Cri de Coucou », récit VIII[N 1]), camériste de Lin Daiyu.
- Xueyan (雪雁, Xuěyàn, « Barnacle des Neiges », récit III[N 1]), soubrette de 10 ans attachée au service de Lin Daiyu.
- Concubine Zhao (赵姨娘 / 趙姨娘, Zhào yíniáng, « Concubine Zhao », récit XX[N 1]), petite épouse de Jia Zheng, elle est la mère biologique Jia Tanchun et Jia Huan.

### Personnages secondaires
- Qin Zhong (秦钟 / 秦鐘, Qín Zhōng, « Qin Cloche d'Or », récit VII[N 1]), fils de Qin Œuvre d'État, frère d'adoption de la Dame Qin, ami du frérot Jade, il fréquente avec ce dernier l'école des Jia.
- Jia Lan (贾兰 / 賈蘭, Jiǎ Lán, « Jia l'Iris », récit IV[N 1]).
- Jia Qiaojie (贾巧姐 / 賈巧姐, Jiǎ Qiǎojiě, « Grande Sœur Opportune », récit VII[N 1]), nom donné par la mémé Liu à la fille de Jia Vase de Jade à Millet et de Wang Xifeng, auparavant appelée Grande Sœur l'Aînée. Elle est une jeune enfant pendant l'essentiel du roman.
- Jia Zhen (贾珍 / 賈珍, Jiǎ Zhēn, « Jia Joyau de Jade », récit II[N 1]).
- Dame You (尤氏, Yóu shì, « Dame You », récit V[N 1]), belle-fille de la bonne-maman You, épouse de Jia Zhen, belle-mère de Jia Rong.
- Jia Rong (贾蓉 / 賈蓉, Jiǎ Róng, « Jia l'Hibiscus », récit II[N 1]), fils de Jia Zhen et d'une première femme.
- Deuxième-née des sœurs You (尤二姐, Yóu èr jie, « Seconde sœur You », récit [N 1]), fille aînée de la bonne-maman You, concubine de Jia Lian.
- Dame Xing (邢夫人, Xíng fūrén, « Dame Wing », récit [N 1]).
- Jia Huan (贾环 / 賈環, Jiǎ Huán, « Jia Anneau de Jade », récit XVIII[N 1]), fils de Jia Zheng et de la concubine Zhao, fils-de-droit de la dame Wang. Il nourrit avec sa mère une jalousie à l'encontre de Jia Baoyu.
- Sheyue (麝月, Shèyuè, « Lune de Musc », récit V[N 1]), soubrette attachée au service de Jia Baoyu.
- Qiutong (秋桐, Qiūtóng, « Sterculia d'Automne », récit [N 1]), soubrette attachée au service de Jia le Clément, donnée par ce dernier comme concubine à Jia Vase de Jade à Millet.
- Grande Sœur l'Idiote (傻大姐, Shǎ dàjiě, « Grande sœur Sha », récit [N 1]), petite soubrette attachée au service de l'Aïeule.

### Homophones
La présences de nombreuses homophones est une des caractéristiques du roman. Cao Xueqin joue avec la richesse de la langue et offre ainsi une double significations à différents lieux et personnages, leur conférant alors une portée toute particulière. Certains sont indiqués par l'auteur dans le roman tandis que d'autres ont été mis au jour par les commentateurs de l’œuvre. Dans la version vermillon; ces mots sont déjà annotés. En voici quelques exemples :
- Huzhou (湖州, hú zhōu), nom d'une ville — 胡诌 / 胡謅, hú zhōu, « mentir ».
- Feng Su (封肃 / 封肅, fēng sù, « Feng le Respectueux »), nom d'un personnage — 风俗 / 風俗, fēngsú, « Coutumes ».
- Huo Qi (霍启 / 霍啟, huò qǐ, « Huo l'Informateur »), nom d'un personnage — 祸起 / 禍起, huò qǐ, « Désastre qui commence », 火起, huò qǐ, « Feu qui s'allume ».
- Jia (贾 / 賈, jiǎ), nom de la famille - 假, jiǎ, « faux ».
- Zhen (甄, zhēn), nom d'une autre famille protagoniste — 眞, zhēn, « Vérité ».
- Zhen Shiyin (甄士隐 / 甄士隱, zhēn shì yǐn, « Zhen Ombrage de Clerc »), nom d'un personnage — 真事隐 / 真事隱, zhēn shì yǐn, « Véritables faits dissimulés »[20].
- Zhen Yinglian (甄英莲, zhēn yīng lián, « Zhen Charme de Lotus »), nom primitif de Xiangling (香菱, xiāng líng, « Parfum de Corniole ») — 真应怜 / 真應憐, zhēn yīng lián, « Vraiment digne de pitié ».
- Jia Hua (贾化 / 賈化, jiǎ huà, « Jia le Transformé »), ayant pour nom social 时飞 / 時飛, shí fēi, « Essor opportun » et pour pseudonyme 贾雨村 / 賈雨村, jiǎ yǔcūn, « Jia Village sous pluie » — 假话 / 假話, jiǎ huà, « Mensonge » ; 实非 / 實非, shí fēi, « N'est pas de fait » ; 假语存 / 假語存, jiǎ yǔ cún, « Propos artificieux conservés »[5].
- Qing Keqing (秦可卿, qín kě qīng, « Qing Digne de Déférence ») — 情可倾 / 情可傾, qín kě qīng, « Le sentiment peut défaillir ».
- Les quatre Demoiselles printemps (元迎探惜, yuán yíng tàn xī), prénoms mis à la suite de Jia Yuanchun, Jia Yinghun, Jia Tanchun, Jia Xichun — 原应叹息 / 原應嘆息, yuán yíng tàn xī, « À l'origine, devrait soupir »[réf. nécessaire].
- Dian'er (靛儿 / 靛兒, diàn er, « L'Indigo »), petite soubrette — 垫儿 / 墊兒, diàn er, « Bouc émissaire ».

## Lieux
| \| Hangzhou Suzhou Nankin Pékin Yangzhou Xi'an \| Lieux du Rêve dans le pavillon rouge. |
| Hangzhou Suzhou Nankin Pékin Yangzhou Xi'an                                             |

Le début de l'intrigue se déroule à Suzhou, anciennement Gusu, où résident Zhen Shiyin et Jia Hua, ce dernier étant originaire de Huzhou,.

La famille des Lin, originaire de Suzhou, vit à Yangzhou où Zhen Shiyin les rencontre.

La famille des Jia est originaire de Jinling (金陵, Jīnlíng, « Colline d'or »), actuelle Nankin(南京, Nánjīng, « capitale du Sud »), aussi appelée 石头成 / 石頭成, shítou chéng, « Enceinte de Pierre ». C'est à Jinling que Jia Hua est nommé préfet et c'est aussi dans cette ville que résident les Xue au début du roman.

La majeure partie du roman se déroule dans « la capitale » (京, jīng ou 京都, jīng dū) et ses environs. Or, sous les Qing, la capitale de la Chine était Pékin. Néanmoins l'auteur n'en donne jamais le nom et situe son intrigue à Chang'an (长安 / 長安, cháng'ān), actuelle Xi'an, aussi appelée capitale de l'ouest. Il suit en fait un usage fréquent chez les auteurs chinois qui consiste à désigner Pékin sous le nom de Chang'an,. Plus précisément, les Jia vivent dans deux immenses demeures adjacentes : le Palais de la Paix de l’État (宁国府 / 寧國府, Níngguó fǔ) et le Palais de la Gloire de l’État (荣国府 / 榮國府, Róng guófǔ). Une fois que Jia Yuanchun se voit attribuer le titre d'Honorable Compagne impériale un magnifique parc est aménagé sur les terrains desdits palais : le Parc aux Sites grandioses (大观园 / 大觀園, Dàguānyuán, « Jardin au panorama grandiose ».　Sur l'ordre de l'Honorable compagne, Jia Baoyu, les autres demoiselles Printemps, Lin Daiyu, Shi Xiangyun et Xue Baochai sont installés dans les différents enclos. Les noms des enclos furent choisis initialement par Jia Baoyu, certains étant renommés par la suite par l'Honorable compagne.

### Bâtiments des deux palais des Jia

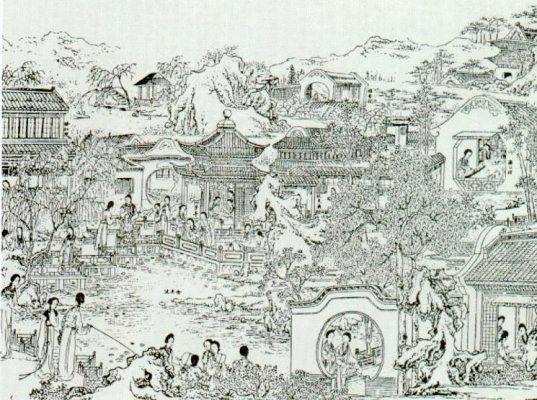
Gravure du Parc aux Sites grandioses.

- Chalet des Deux Rivières (潇湘馆 / 瀟湘館, Xiāoxiāng guǎn) : résidence de Lin Daiyu, dans le parc.
- Enclos égayé de rouge (怡红院 / 怡紅院, Yí hóng yuàn) : résidence de Jia Baoyu, dans le parc.
- Cour des Herbes odorantes (蘅芜苑 / 蘅蕪苑, Héng wú yuàn) : résidence de Xue Baochai, dans le parc.
- Village aux Arômes de Riz (稻香居, Dào xiāng jū) : résidence de la veuve Li, dans le parc.
- Ilot aux Cornioles pourpres (紫菱洲里的翠锦楼 / 紫菱洲里的翠錦樓, Zǐ líng zhōu lǐ de cuì jǐn lóu) : résidence de Jia Yingchun, dans le parc.
- Cabinet des Fraîcheurs automnales (秋爽斋 / 秋爽齋, Qiū shuǎng zhāi) : résidence de Jia Tanchun, dans le parc.
- Pavillon décoré de Brocart (缀锦阁 / 綴錦閣, Zhui jǐn gé) : résidence de Jia Yingchun, dans le parc.
- Pavillon aux Arômes de Rhizomes de Lotus (藕香榭旁的蓼风轩 / 藕香榭旁的蓼風軒, Ǒu xiāng xiè páng de liǎo fēng xuān) ou Salle sur Terrasse à Brise de Renouées (蓼风轩又名暖香坞 / 蓼風軒又名暖香塢, liǎo fēng xuān yòu míng nuǎn xiāng w) : résidence de Jia Xichun, dans le parc.
- Cour aux parfums de Poiriers (梨香院, Líxiāng yuàn) : résidence de la tante Xue, dans le Palais de la Gloire.
- Couvent enclos de Verdure (陇翠庵 / 隴翠庵, Lǒng cuì ān) : résidence de Jade mystique, dans le parc.
- Pavillon des Perspectives grandioses (大观楼 / 大觀樓, Dàguān lóu) : bâtiment principal du parc.

## Versions
Dès le préambule de l’œuvre, l'auteur, Cao Xueqin, se présente comme un simple réviseur d'une histoire qu'il a reçue et a choisi de publier. Ce n'est que plus tard que la parenté de l’œuvre lui fut attribuée. Les originaux rédigés par Cao Xueqin sont aujourd'hui disparus et il ne reste que douze copies anciennes, écrites entre 1754 et 1784. Ces dernières présentent des différences notables, notamment en ce qui concerne les quarante derniers récits du roman.

### Version vermillon
Les copies primitives des 80 premiers récits sont toutes commentées par des contemporains de Cao Xueqin. En particulier par Zhiyanzhai, Pierre à délayer le Vermillon, parce qu'il écrivait en rouge.

## Thèmes
Le roman traite de nombreux thèmes propres à la culture chinoise tels que la médecine, la cuisine, la culture du thé, les proverbes, la mythologie, le confucianisme, le bouddhisme, le taoïsme, la piété filiale, l'opéra, la musique chinoise, la peinture chinoise, la littérature classique, les Quatre Livres, etc. En particulier, la poésie est omniprésente dans l'œuvre, les personnages faisant des bouts-rimés et autres jeux poétiques. Ainsi, Zhou Ruchang considère Le Rêve dans le pavillon rouge comme la « clé universelle » pour accéder à la culture chinoise.

### La recherche de la Voie
La religion est présente tout au long du roman, que ce soit à travers le bouddhisme, le taoïsme ou certaines pratiques confucéennes. Néanmoins, le roman présente de ces religions deux visages opposés. D'une part, la religion établie, associée à un clergé puissant et riche, possédant monastères et fermages et bénéficiant des largesses des familles nobles, telle celle des Jia. D'autre part, des individus isolés, s'appliquant pieusement à la recherche de la Voie, notamment à travers la pratique de la méditation, afin d'atteindre l'illumination. Ces derniers, adeptes du dhyana, sont présentés comme des parangons de vertu dans l’œuvre, souvent aussi dotés de pouvoir de guérison ou de prémonition, à l'inverse des premiers qui sont décrits comme des charlatans (lorsqu'ils prétendent exorciser le Parc) ou des profiteurs perfides

### L'éducation classique
Tous les fils de bonne famille se voient, dès leur plus jeune âge, enseigner les textes classiques chinois, tout d'abord pour apprendre à lire et écrire les caractères chinois, puis pour apprendre à disserter afin de plus tard se présenter aux examens impériaux en vue du mandarinat, mais surtout afin de connaître les enseignements des sages qui permettent de mener une vie vertueuse. On enseigne ainsi aux enfants à respecter les « trois obligations fondamentales » (celles qui lient réciproquement le souverain et les sujets, le père et les enfants, le mari et la femme) ainsi que les « cinq vertus principales » (le père doit être juste, la mère clémente, le frère aîné affectueux, le cadet respectueux, le fils pieux).

### Une société fondée sur l'esclavage
Pour un article plus général, voir Esclavage en Chine.
La vie des Jia s'appuie sur le système de l'esclavage. En effet, chaque membre de la famille dispose d'un nombre impressionnant de domestiques : certains sont achetés à l'extérieur tandis que d'autres appartiennent à des familles d'esclaves asservies au clan des Jia. Par exemple, Lin Daiyu, âgée d'une douzaine d'années à son arrivée au Palais, a huit soubrettes, une nourrice et quatre gouvernantes à son service, certaines n'étant âgées que de neuf ans. Ce nombre pléthorique de serviteurs entraîne pour les Jia des dépenses faramineuses. C'est pourquoi, lorsque les Jia se voient confisquer leur patrimoine, Jia Zheng décide de réduire le nombre de ses esclaves après avoir constaté que plus de trente foyers, totalisant deux cent douze hommes et femmes, étaient à sa charge. De plus, comme le lui fait remarquer son intendant, ses esclaves ont aussi des esclaves. Néanmoins, les domestiques sont particulièrement bien traités chez les Jia, à l'inverse des autres maisons. Wang Xifeng ressent pourtant la haine qu'éprouvent les domestiques à l'égard de sa famille : « Si nous persistons à harceler tous ces gens, à leur faire si cruellement sentir le poids de notre domination, nous finirons par pousser leur ressentiment à l'extrême, et ce seront bientôt des glaives aiguisés à notre intention que nous dissimuleront leurs sourires ». Cette prémonition se révèle vraie, lorsque des domestiques félons font pénétrer des voleurs dans la demeure des Jia. Jia le Politique, qui s'était déjà laisser abuser par ses esclaves en province, découvre alors qu'il n'est plus maître chez lui car non seulement les esclaves et domestiques lésinent et répondent à peine à ses ordres, mais surtout ils volent et pillent les ressources de la famille que ce soit dans les Palais ou en falsifiant les comptes des fermages des Jia.

### Un roman féministe?
Pour un article plus général, voir Féminisme en Chine.
Les femmes sont au cœur de l'intrigue, c'est d'ailleurs pour perpétuer leur souvenir que Cao Xueqin écrit l’œuvre :

« Demeurant à présent en proie aux vents et poussières de ce bas monde, sans avoir, en rien, réussi à rien, me revient brusquement le souvenir de toutes les filles ou jeunes femmes dont j'étais naguère entouré ; et je découvre, en les comparant consciencieusement les unes aux autres et à moi-même, que par leurs comportements et leur discernement, elles m'étaient toutes supérieures. »

— Cao Xuequin, (Le Rêve dans le pavillon rouge, vol. I, Récit I, p. 3)
Certaines, telles que Wang Xifeng, dirigent d'ailleurs le gynécée avec autorité et se font craindre y compris des hommes. Néanmoins, leur condition reste inférieure à celle des hommes, ainsi, lorsque la Quarte-née des Demoiselles Printemps demande à une nonne ce qu'est une « bonne fin », cette dernière répond que ses pieuses pratiques lui permettront de se réincarner en homme et ajoute : « Ce qui, personnellement, me paraît un avantage satisfaisant, et bien différent de l'incarnation, comme dans le présent avatar, en embryon de fille condamnée à subir, quels qu'ils puissent être et sans jamais pouvoir s'en plaindre, toutes sortes de vexations, de déboires et de tourments ». Bien plus, c'est lors du mariage que les femmes se rendent compte de leur infériorité. Toutes les unions étant arrangées, elles ne connaissent souvent pas leur futur époux et quittent leur foyer à regret. Ainsi, dans l’œuvre, tous les mariages conclus sont malheureux, soit parce que l'époux est brutal ou l'épouse trop jalouse, soit parce que la belle-famille vit trop loin des Jia ou parce que l'époux ou l'épouse tombe subitement malade ou neurasthénique après le mariage. C'est pourquoi d'un côté, Jia Baoyu considère les jeunes filles comme des fleurs, qui fanent lors du mariage, et de l'autre, la nonne tente de convaincre la Quarte-née de rentrer dans les ordres : « Vous-même, Mademoiselle, vous ne pouvez pas encore vous douter qu'à partir du jour où une fille quitte sa famille pour entrer chez des inconnus en ménage, c'est pour toute la durée de son existence qu'elle est mise à leur service, plus rigoureusement et avec encore moins de possibilités de défense qu'au foyer paternel ».

### Homosexualité
Pour un article plus général, voir Homosexualité en Chine.
De nombreux personnages sont ouvertement homosexuels dans l’œuvre. Le roman est en ce sens représentatif de la place de l'homosexualité dans la culture chinoise avant l’occidentalisation survenue à la fin de la dynastie Qing. En particulier, Jia Baoyu, Qin Zhong, le comédien Jiang Yuhan et Xue Pan ont des relations homosexuelles. On apprend aussi que la petite actrice du Palais de la Gloire Rectrice des Rhizomes de Lotus (藕官, Ǒu guān) a une relation avec sa camarade Rectrice des Graines de Lotus (菂官, Dì guān), puis après la mort de cette dernière avec Rectrice des Étamines (蕊官, Ruǐ guān).

## Diffusion
Le Rêve dans le pavillon rouge a été traduit en vingt-sept langues.
Il a été traduit au Japon en 1793 et a eu sa version anglaise en 1830. Après la fondation de la république populaire de Chine, ce livre a été traduit en vingt-deux langues étrangères (anglais, allemand, français, japonais, etc.) et dans les cinq principales écritures des minorités nationales (tibétain, mongol, mandchou, ouïghour). Plus d'une centaine de millions d'exemplaires ont été imprimés à l'étranger.
Des critiques littéraires ont comparé Le Rêve dans le pavillon rouge avec les 137 romans de La Comédie humaine de Balzac qui a connu un grand engouement en Chine et suscité des centaines d'études universitaires.

## Adaptations
Le roman donnera lieu à plusieurs adaptations, cinématographiques ou autres.

### Au cinéma
- Le Rêve dans le pavillon rouge (film, 1944), film chinois réalisé par Bu Wancang
- Le Rêve dans le pavillon rouge (film d'opéra, 1962) (zh), film d'opéra Yue, réalisé par Cen Fan (zh) (岑范)
- Le Rêve dans le pavillon rouge (film, 1977) (Jin yu liang yuan hong lou meng), film hongkongais réalisé par Li Han-hsiang avec Sylvia Chang
- Le Rêve dans le pavillon rouge (film, 1978) (Xin hong lou meng), film hongkongais avec Ivy Ling Po

### À la télévision
- Le Rêve dans le pavillon rouge (série, 1996), série taïwanaise produite par CTS
- Le Rêve dans le pavillon rouge (série, 1975), mini-série hongkongaise de 5 épisodes réalisée par TVB
- Le Rêve dans le pavillon rouge (série, 1987), série réalisée par CCTV, avec Chen Xiaoxu
- Le Rêve dans le pavillon rouge (série, 2010), série de 50 épisodes réalisée par CCTV

### En bande dessinée
- Cao Xueqin, Gao E (scénario), Wu Hongmiao (d) et Laurent Ballouhey (d) (traduction et adaptation), Sun Wen (illustrations), Le Rêve dans le Pavillon rouge, Paris, Bibliothèque de l'image, 2009, 440 p., 25 x 25 cm, broché à la chinoise, couverture illustrée, étui illustré  (ISBN 978-2814400085)

### Galerie

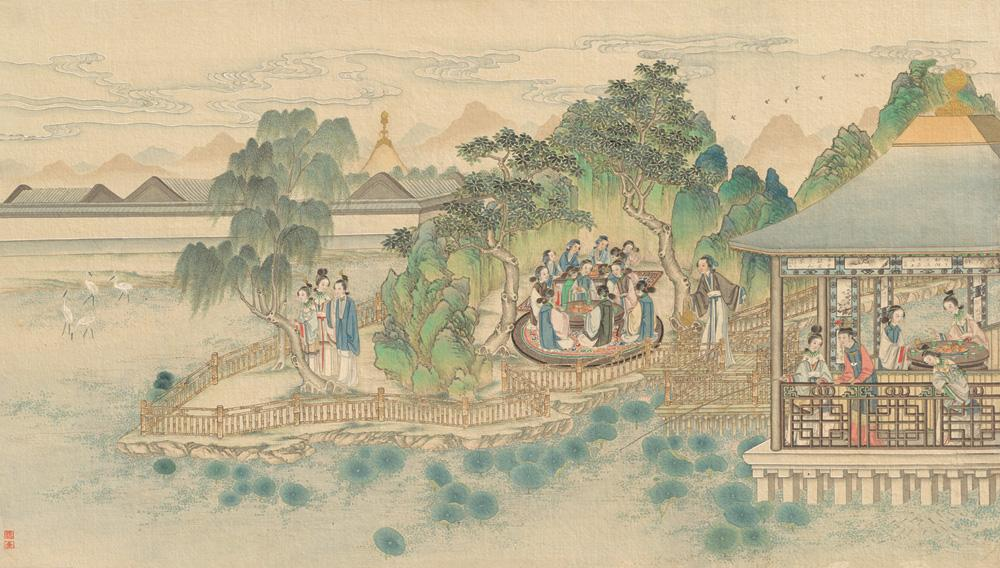
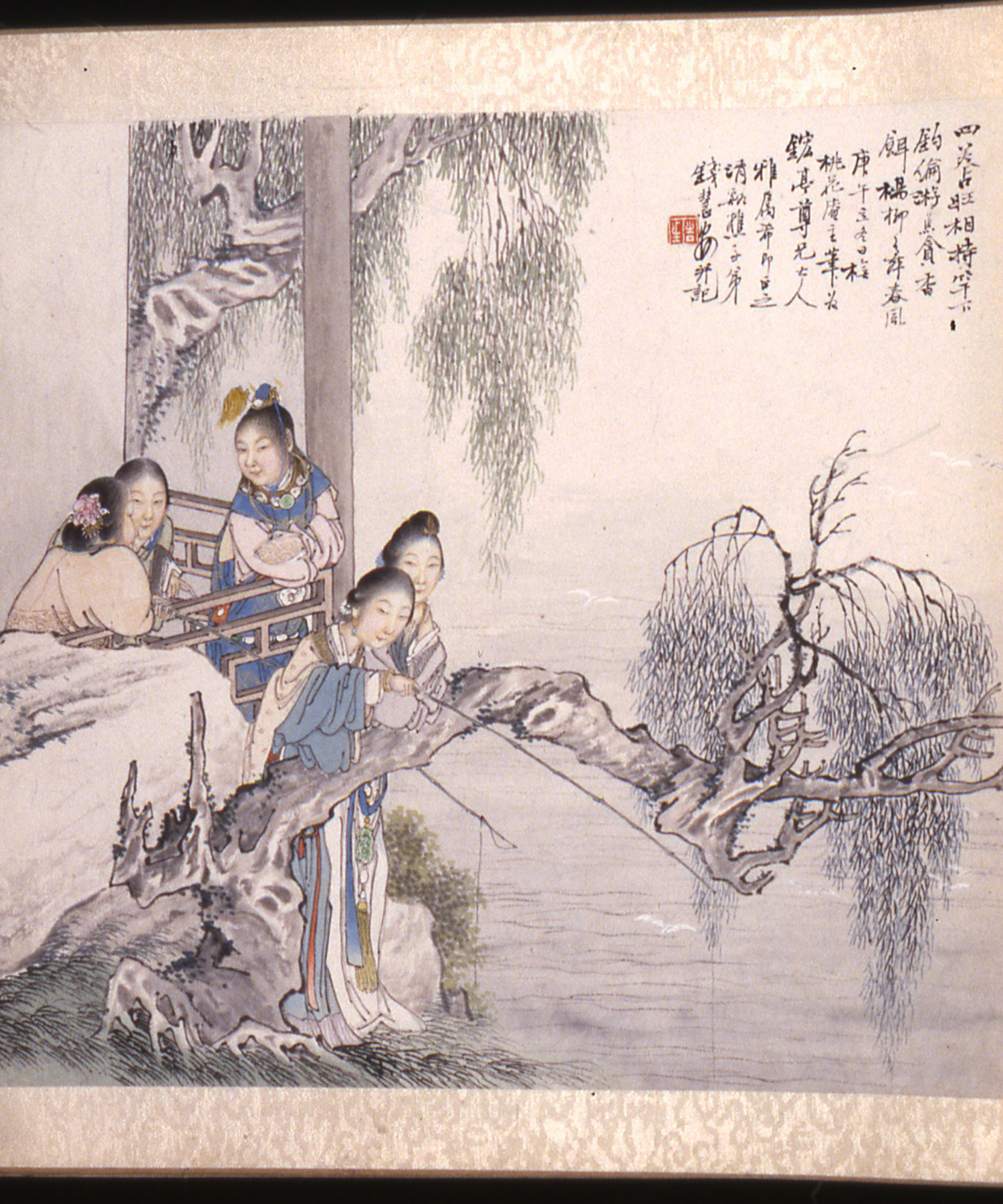
Scène du roman
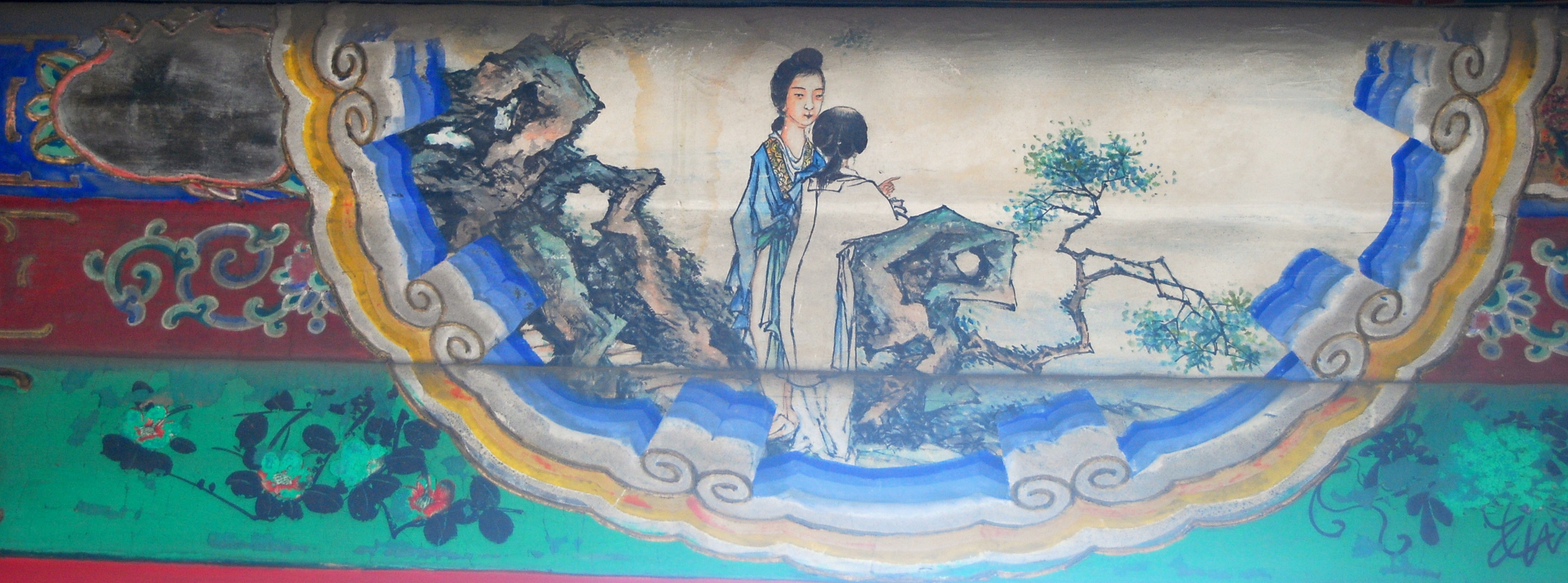
Sha Dajie
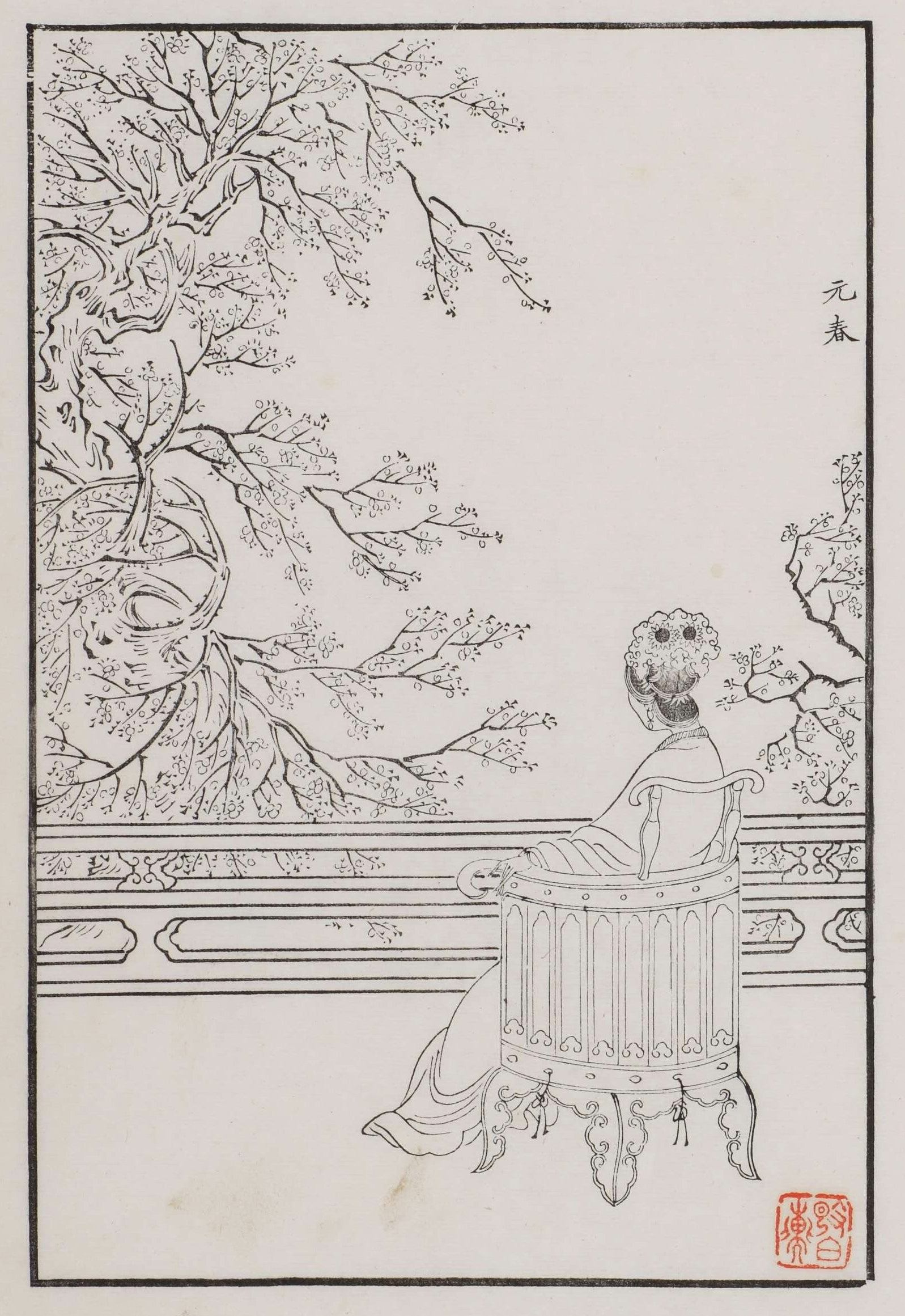
Jia Yuanchun
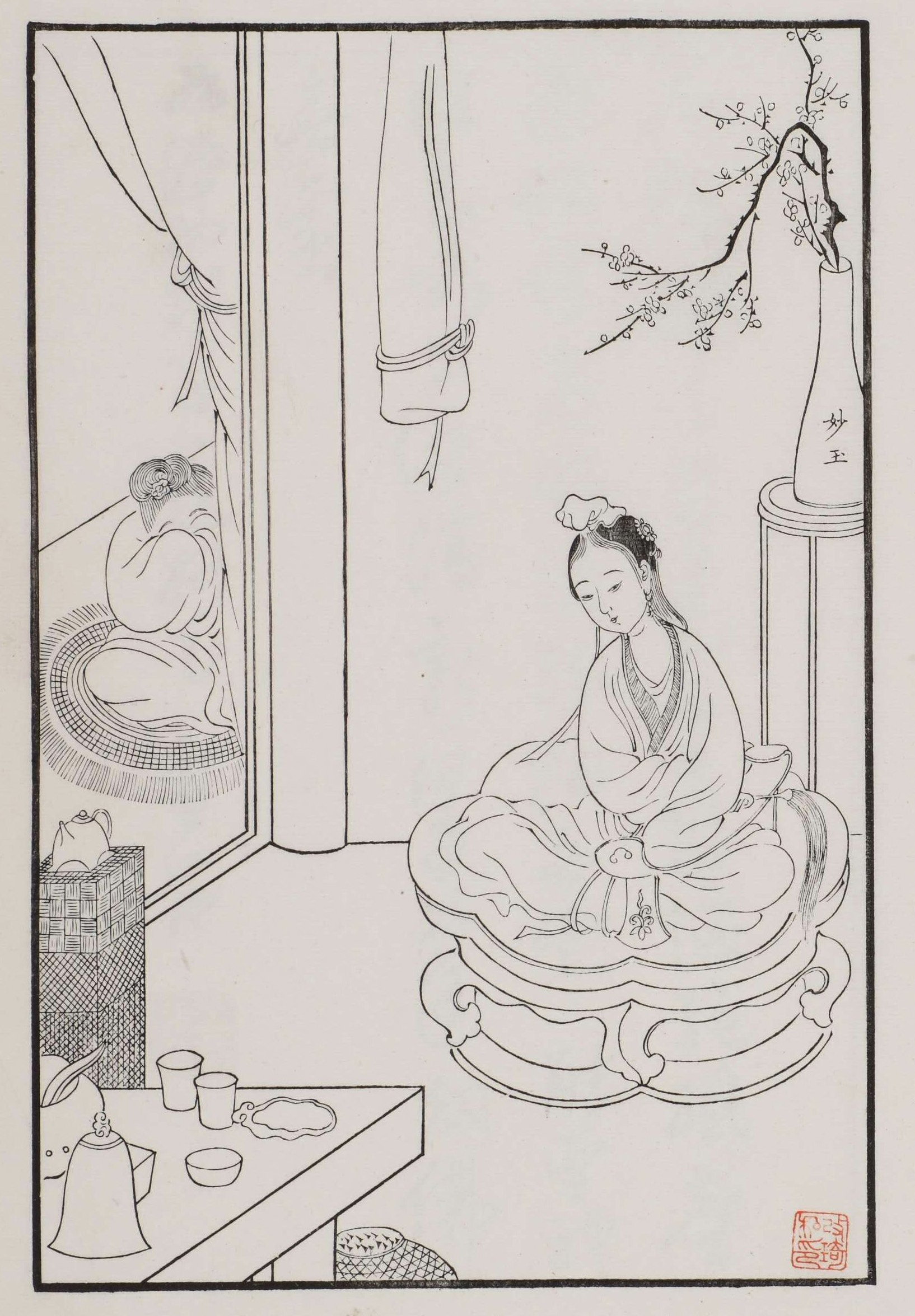
Miaoyu
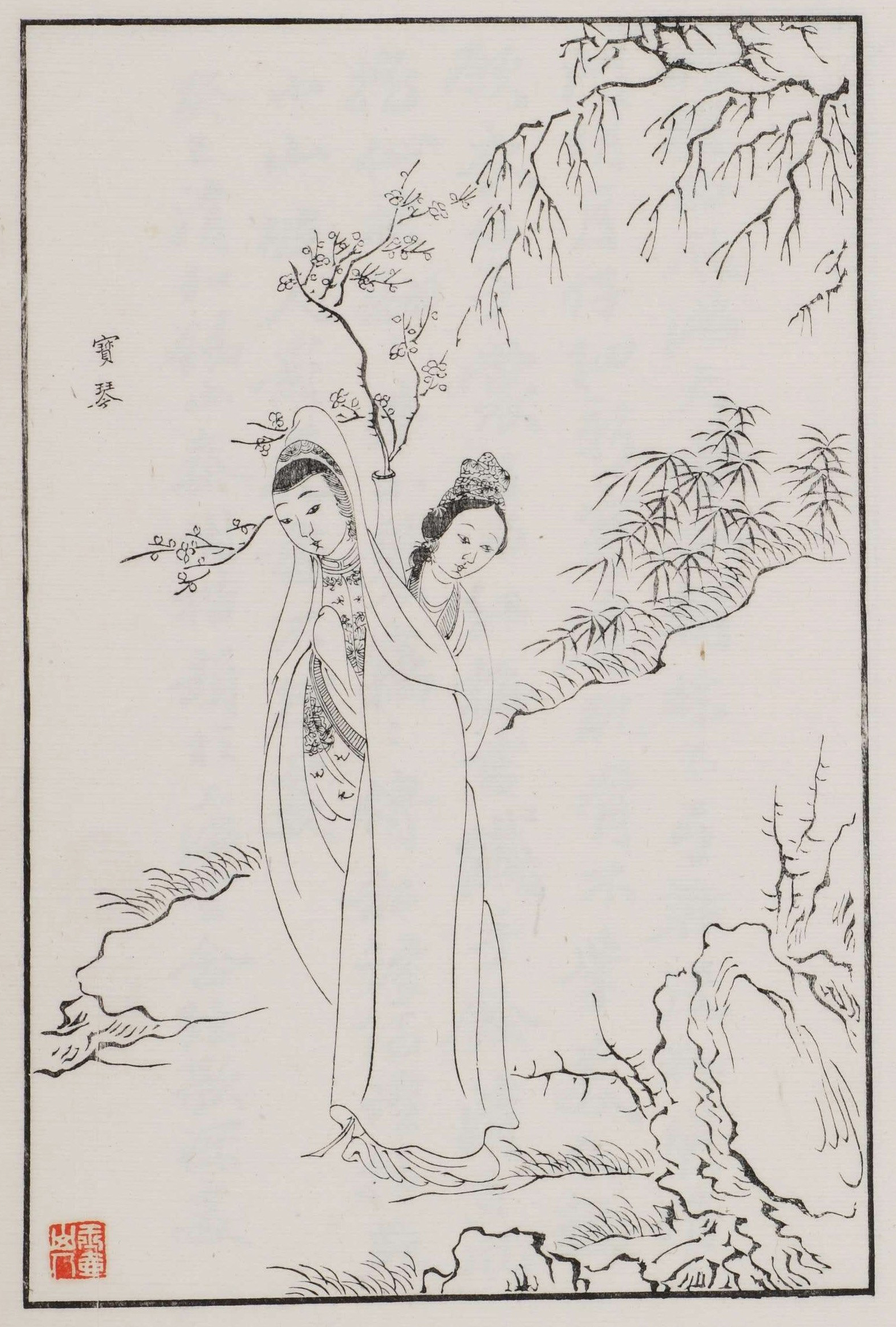
Xue Baoqin
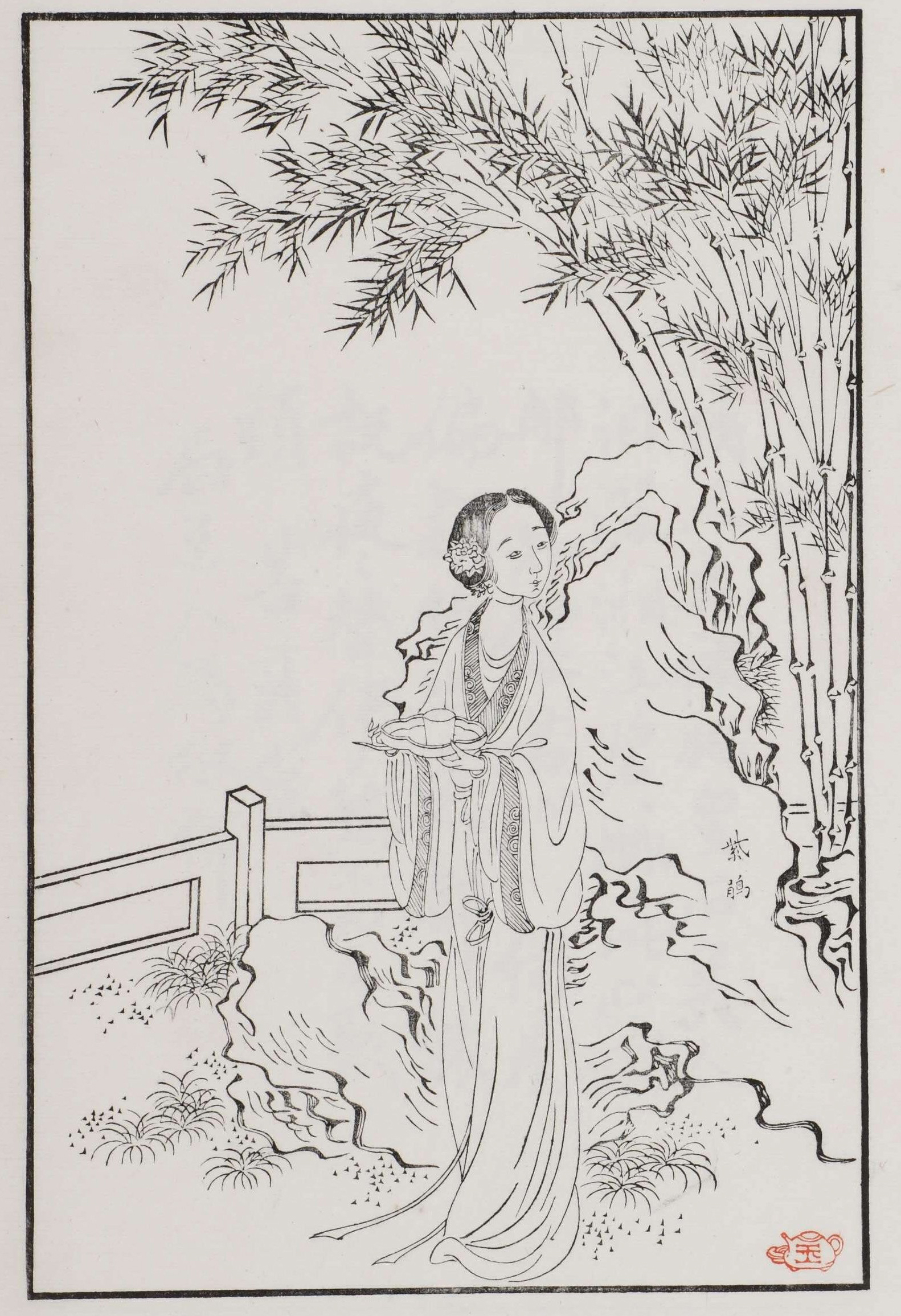
Zijuan
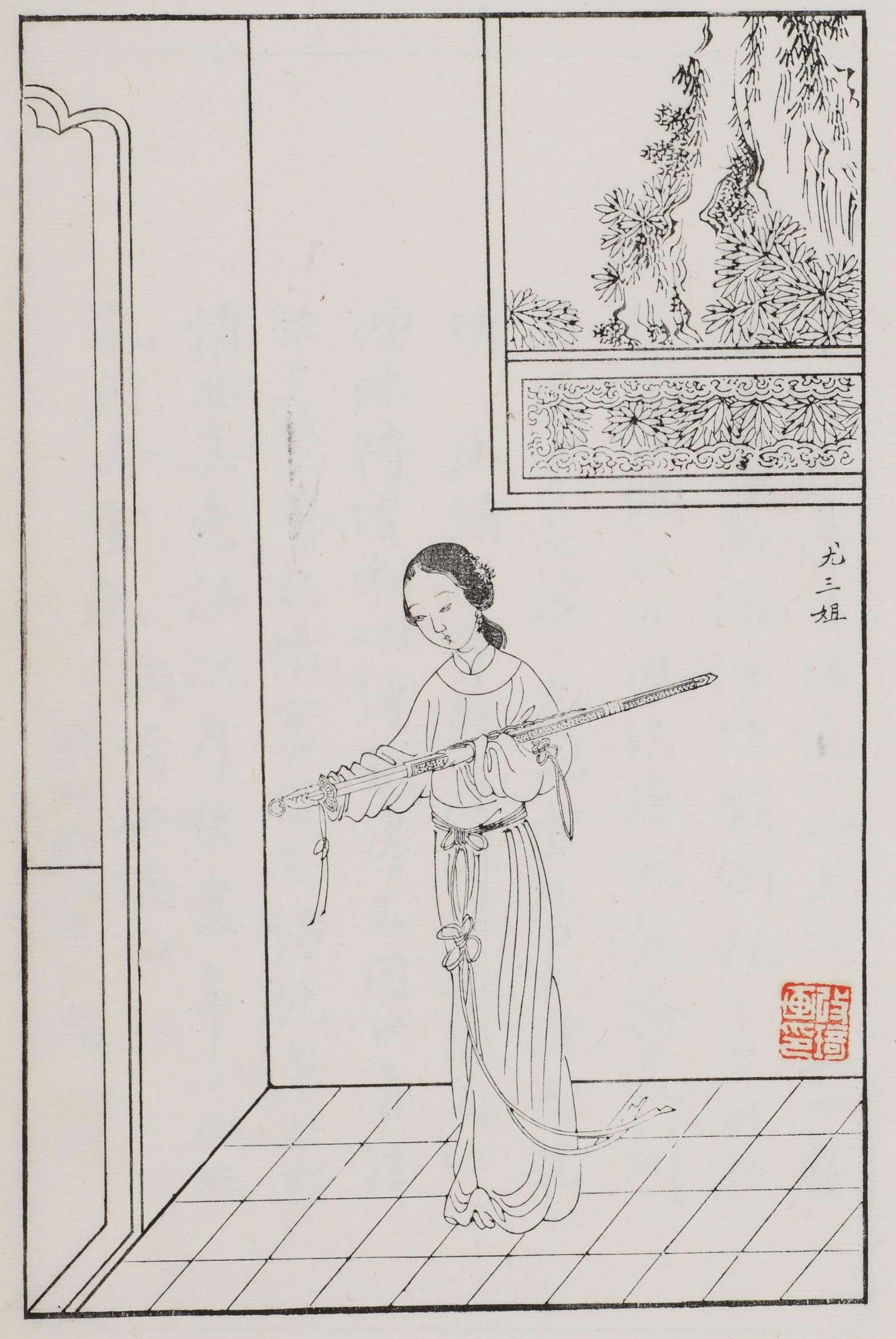
You Sanjie